# Médina d'Essaouira
 (janvier 2025).
Si vous disposez d'ouvrages ou d'articles de référence ou si vous connaissez des sites web de qualité traitant du thème abordé ici, merci de compléter l'article en donnant les références utiles à sa vérifiabilité et en les liant à la section « Notes et références ».
Pour les articles homonymes, voir Medina.
La médina d'Essaouira (الصويرة, aṣ-Ṣawirah, Al-Suwayra, en arabe, « la Bien-Dessinée », anciennement Mogador, du phénicien Migdol « petite forteresse », Tassourt ou Amogdul (« la bien gardée »), en berbère, Mogdura, en portugais, Mogadur, en espagnol, Mogador, en français, surnommée « le Saint-Malo marocain », ou la « cité des vents », est une médina marocaine, centre historique d'Essaouira, sur la côte Atlantique du Maroc. Considérée à ce jour comme une des villes portuaires les plus pittoresques du Maroc, la médina est un des hauts lieux du tourisme au Maroc, inscrite aux monuments historiques du Maroc, et au Patrimoine mondial de l'UNESCO depuis 2001,.

## Histoire
La médina d'Essaouira est fondée entre le XVIIIe siècle et le XIXe siècle, par le sultan Mohammed III du Maroc, sur l'emplacement d'un comptoir commercial ancestral, fondé au VIIe siècle av. J.-C. par la civilisation phénicienne sur l'île de Mogador de la baie d'Essaouira, puis tenu par leurs nombreux successeurs crétois, grecs, romains, puis portugais.

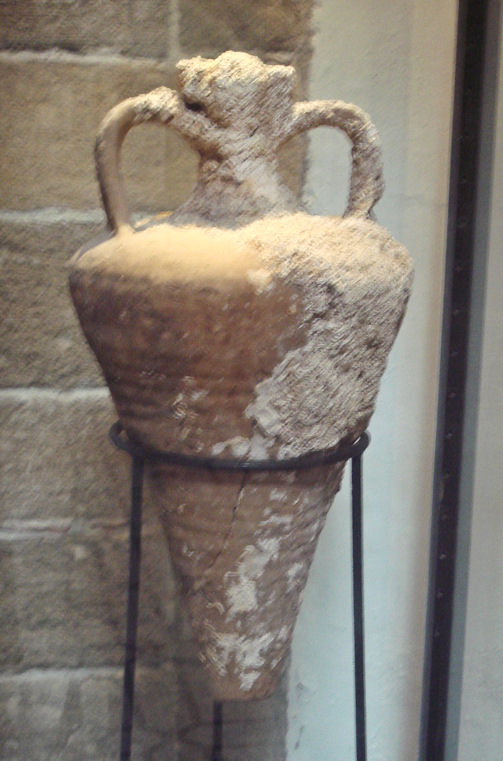
Amphore antique
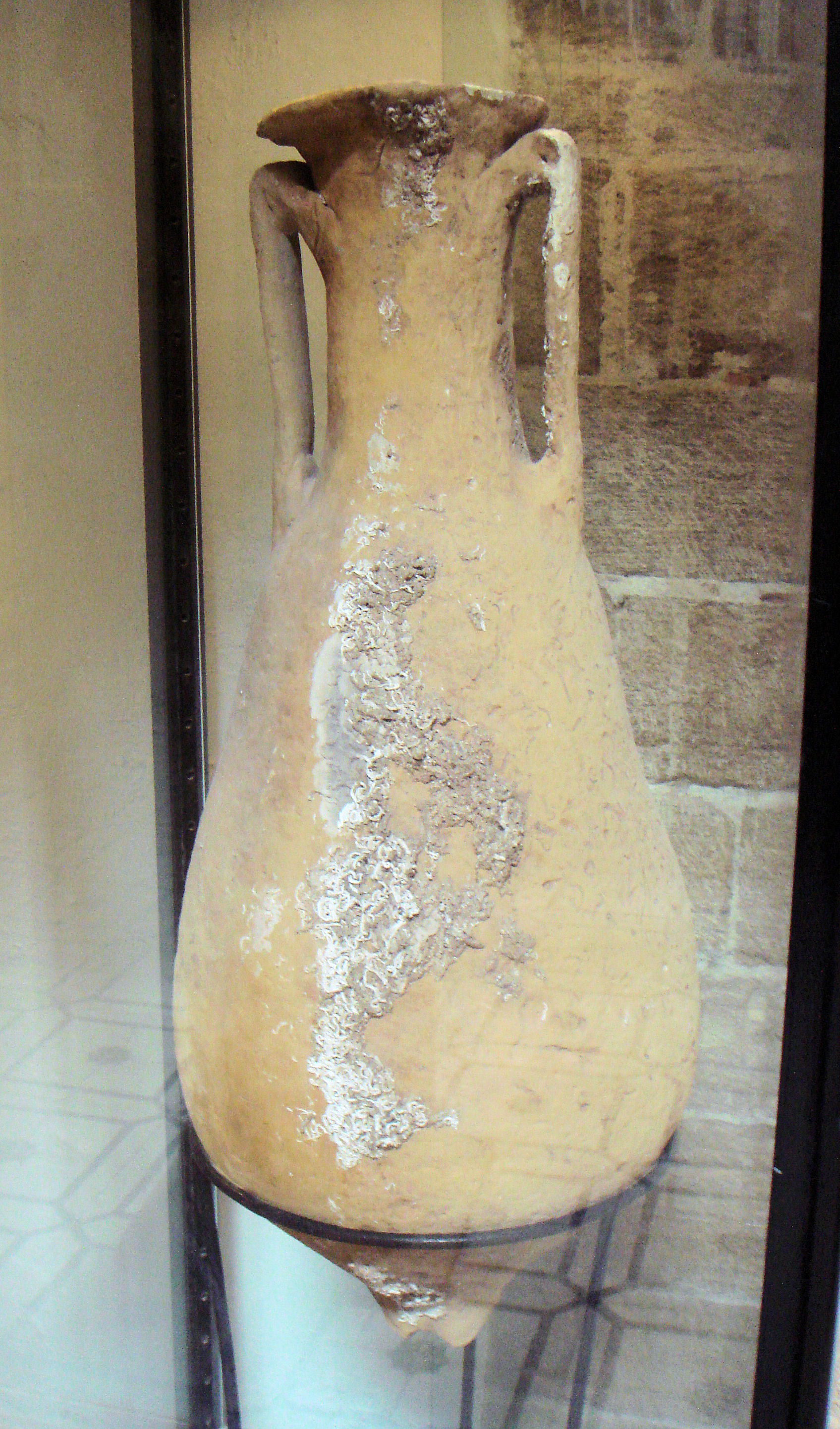
Amphore antique
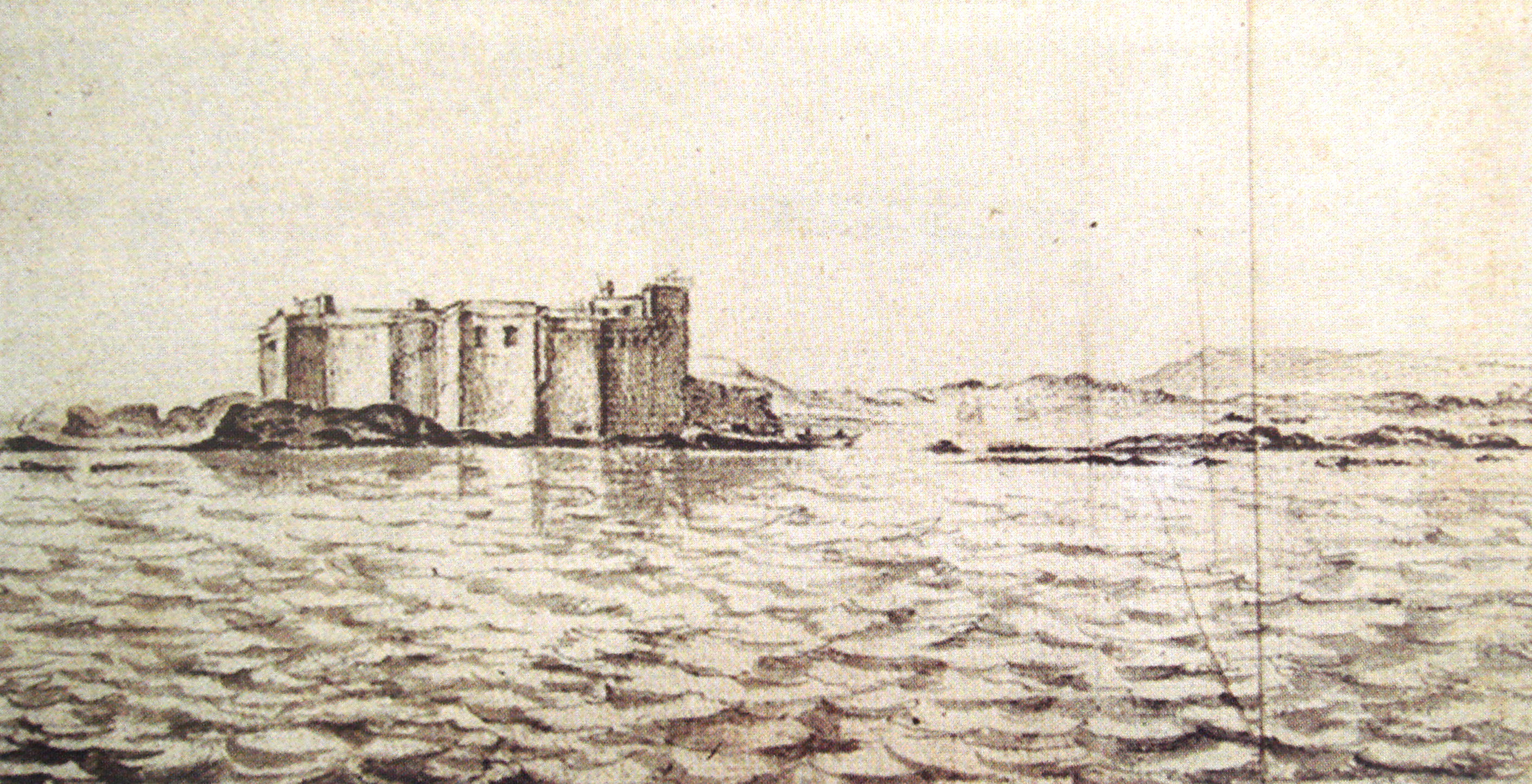
Ancien Castelo Real / Sqala du Port portugais d'Essaouira, de 1506
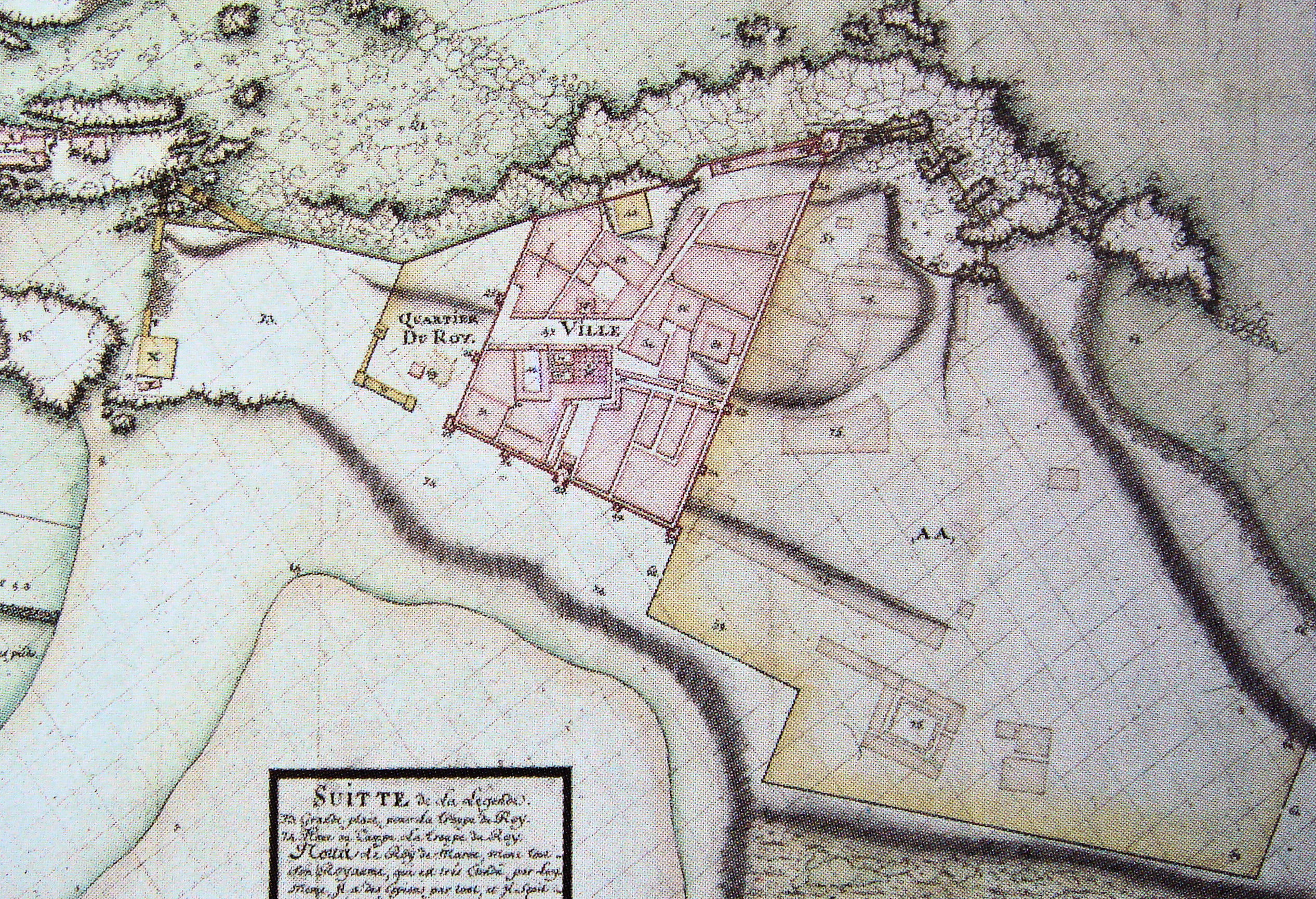
Plan de l'architecte militaire Théodore Cornut de 1767

À partir de 1764 le sultan fait construire cette médina fortifiée et son Port Royal d'Assaouira, sur l'emplacement de l'ancien port et Castelo Real / Sqala du Port portugais de 1506, sur la côte atlantique du Maroc « au milieu du sable et du vent », par l’architecte militaire français Théodore Cornut (disciple du marquis de Vauban). Ce dernier s'inspire de la ville fortifiée de Saint-Malo en Bretagne, pour construire cette cité avec un mélange de style manuélin portugais subsistant d'alors, d’architecture islamique urbaniste arabo-musulmane nord-africaine, et d'architecture militaire française de style forteresse de Vauban. La ville est alors baptisée Essaouira (aṣ-Ṣawirah, Al-Suwayra, en arabe, « la Bien-Dessinée ») avec :
- plusieurs quartiers dessinés en damier, dont la kasbah d'Essaouira (le plus ancien)
- une mosquée Ben Youssef de 1773
- des remparts côté terre, de style marocain alaouite
- des bastions et portes : Borj el-Oued, Bab el-Marsa, Bab el-Mechouar, Bab el-Menzeh, Bab Doukkala, Bab Marrakech, Bab el-Sebâa...
- des remparts de plus de 200 m de long, côté atlantique, de style Vauban, avec des plates-formes d'artillerie Sqala de la Kasbah, et Sqala du Port, avec nombreuses échauguettes, et batterie d'une vingtaine de vieux canons espagnols historiques en bronze du XVIIIe siècle...

Remparts atlantique, et côté terre
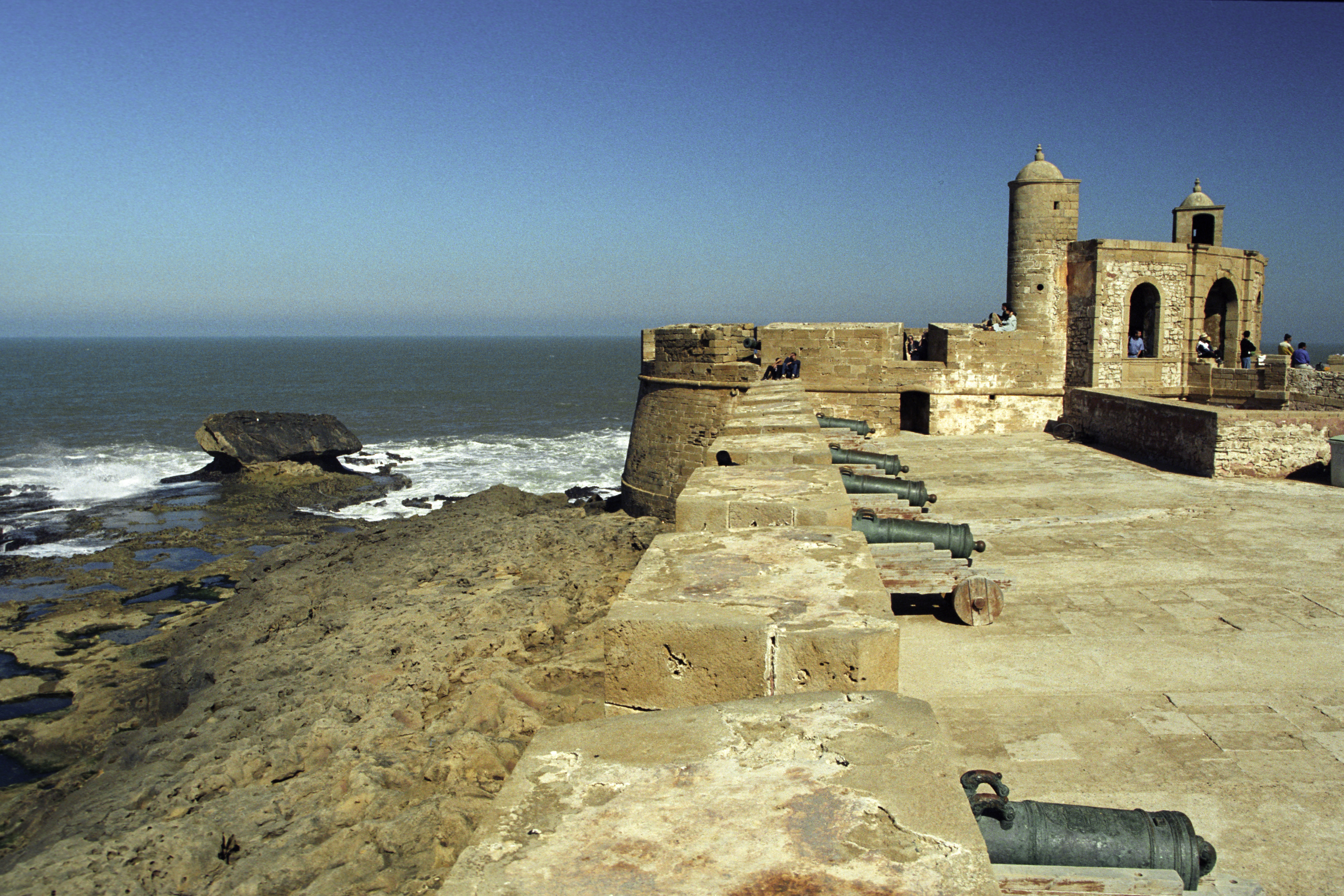
Sqala de la Kasbah
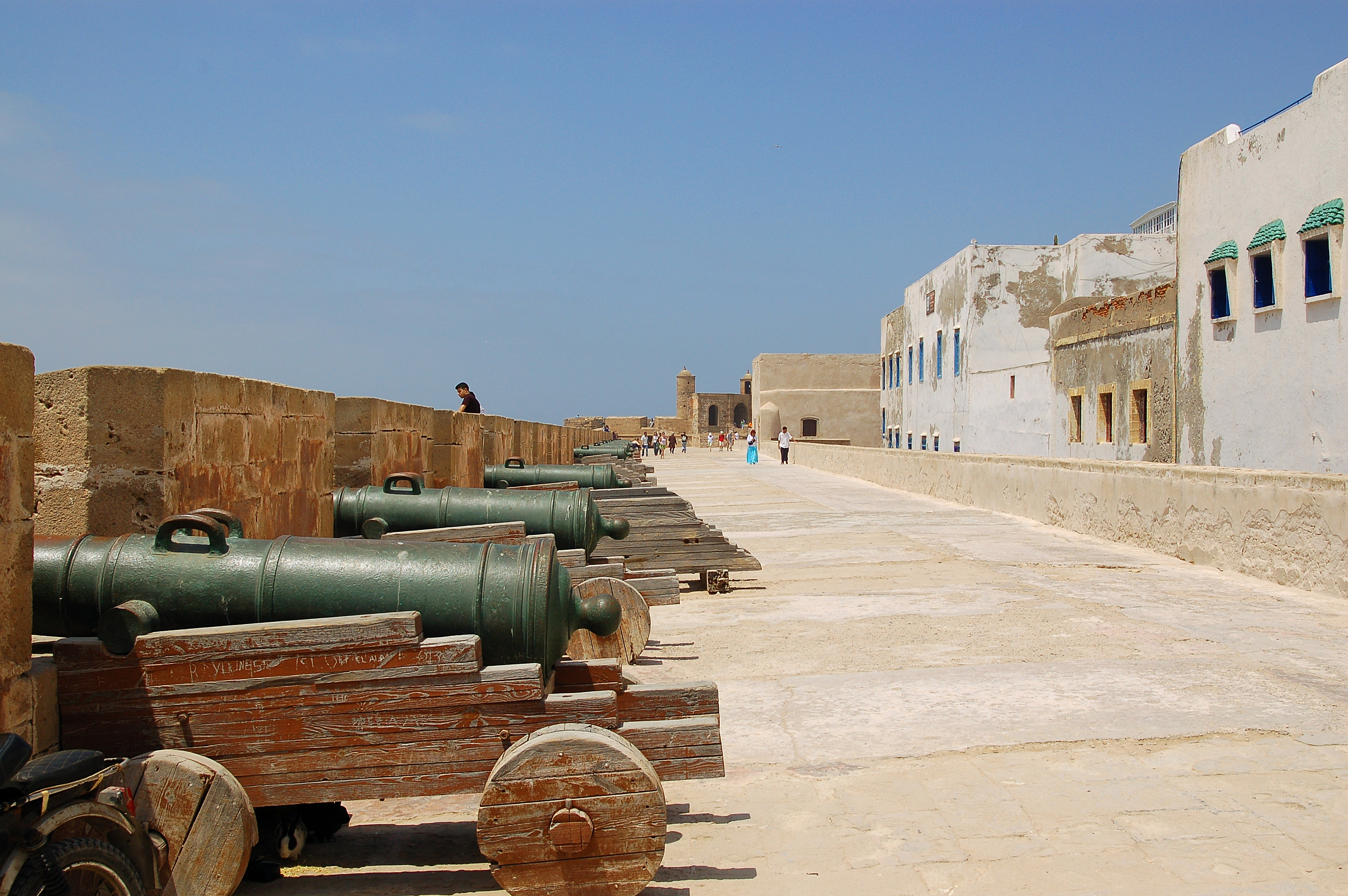
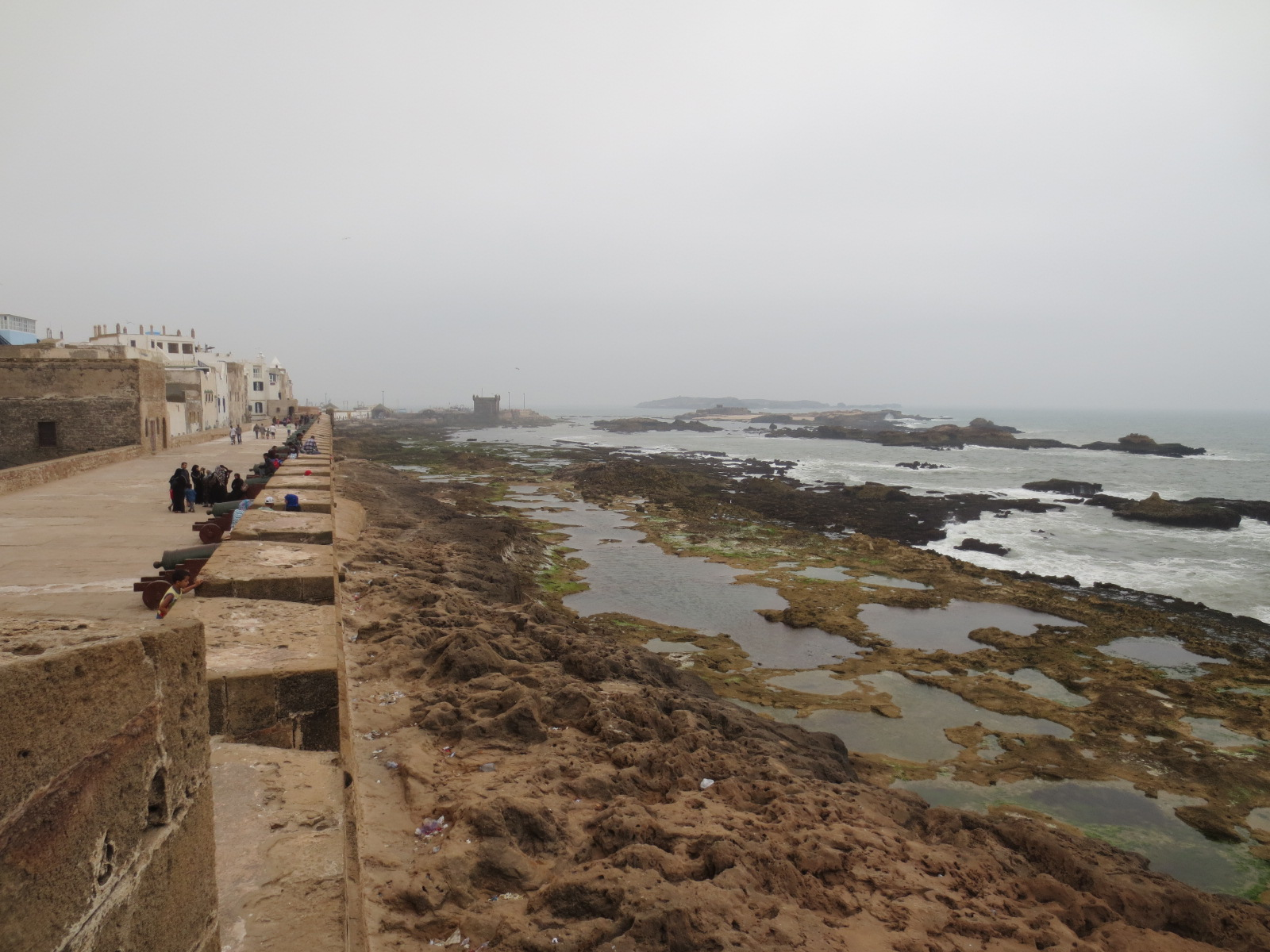
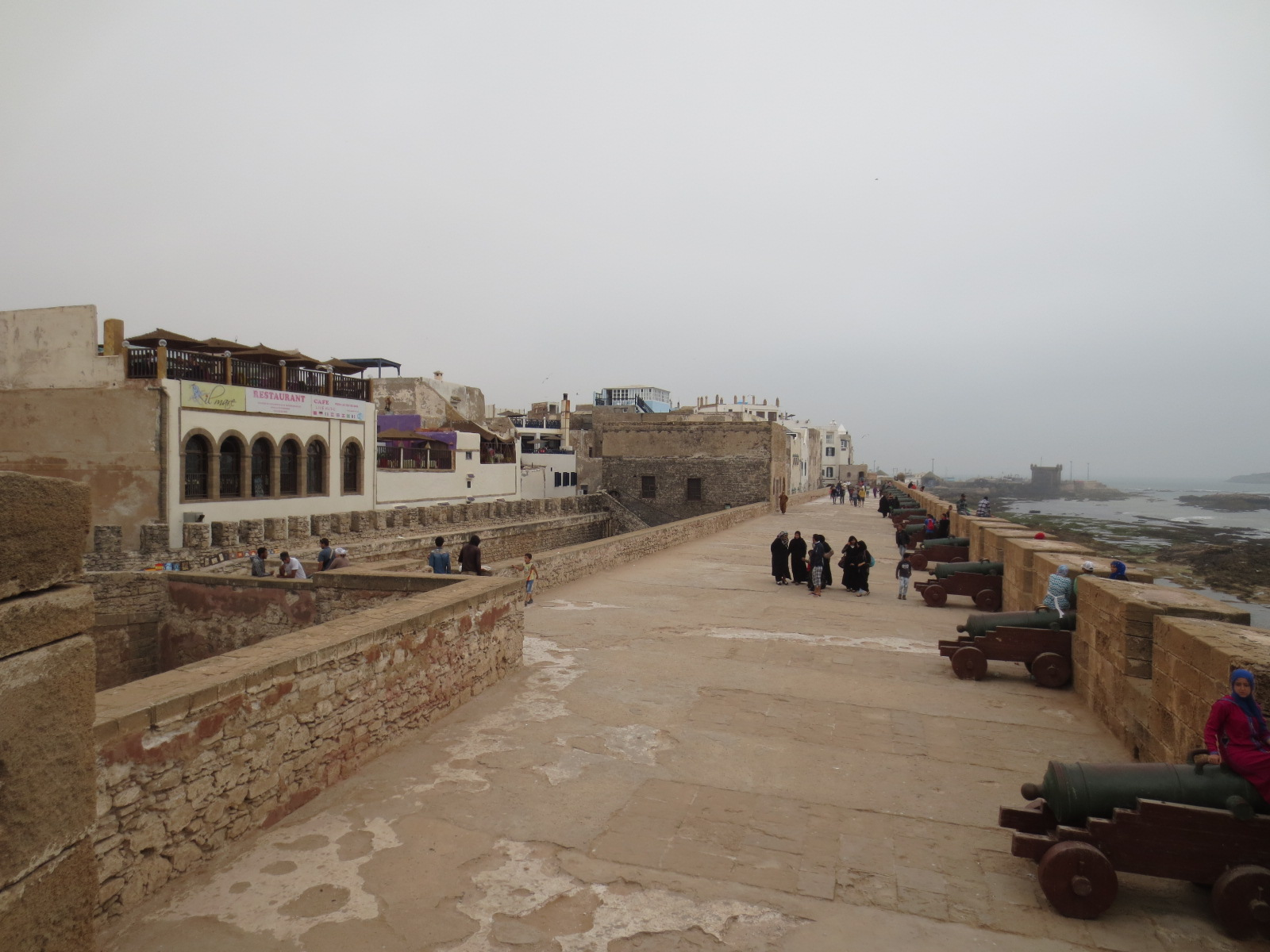
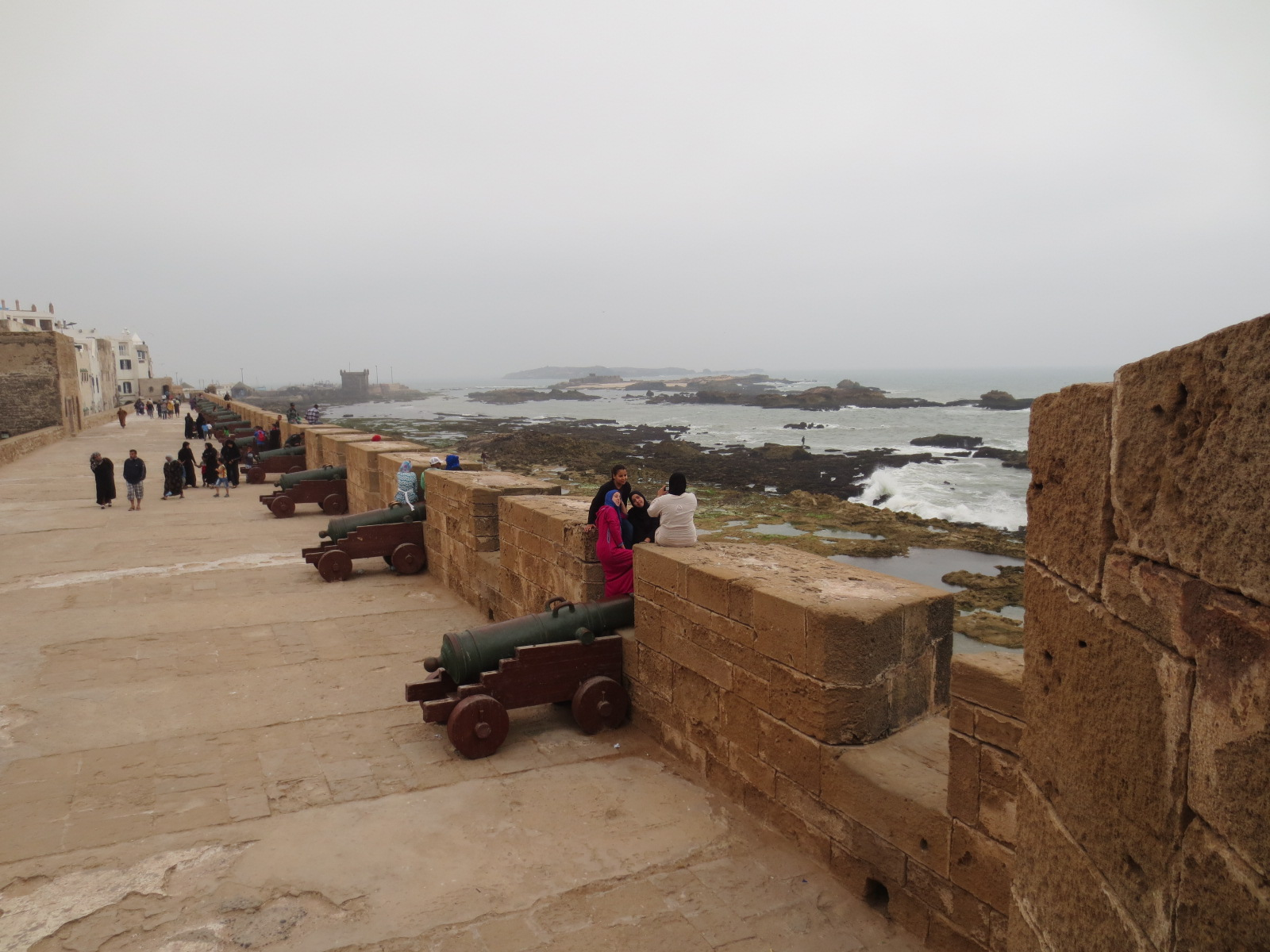
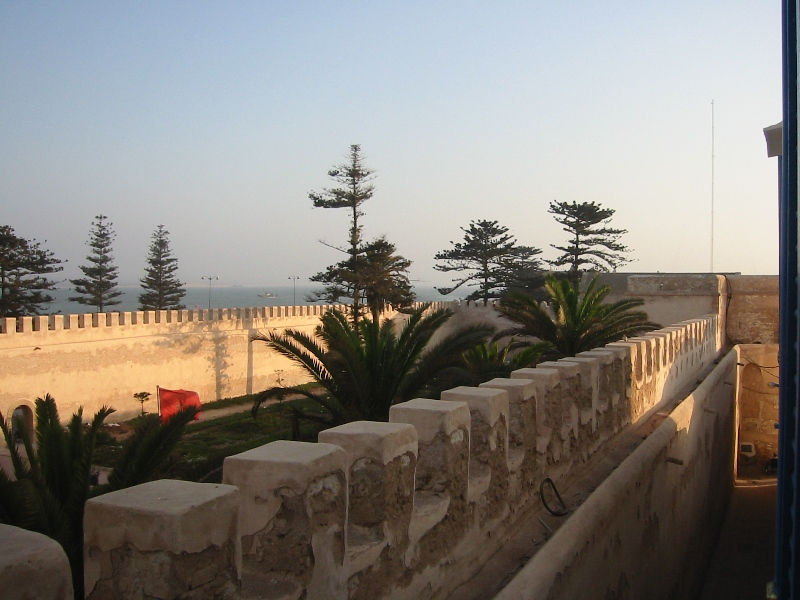
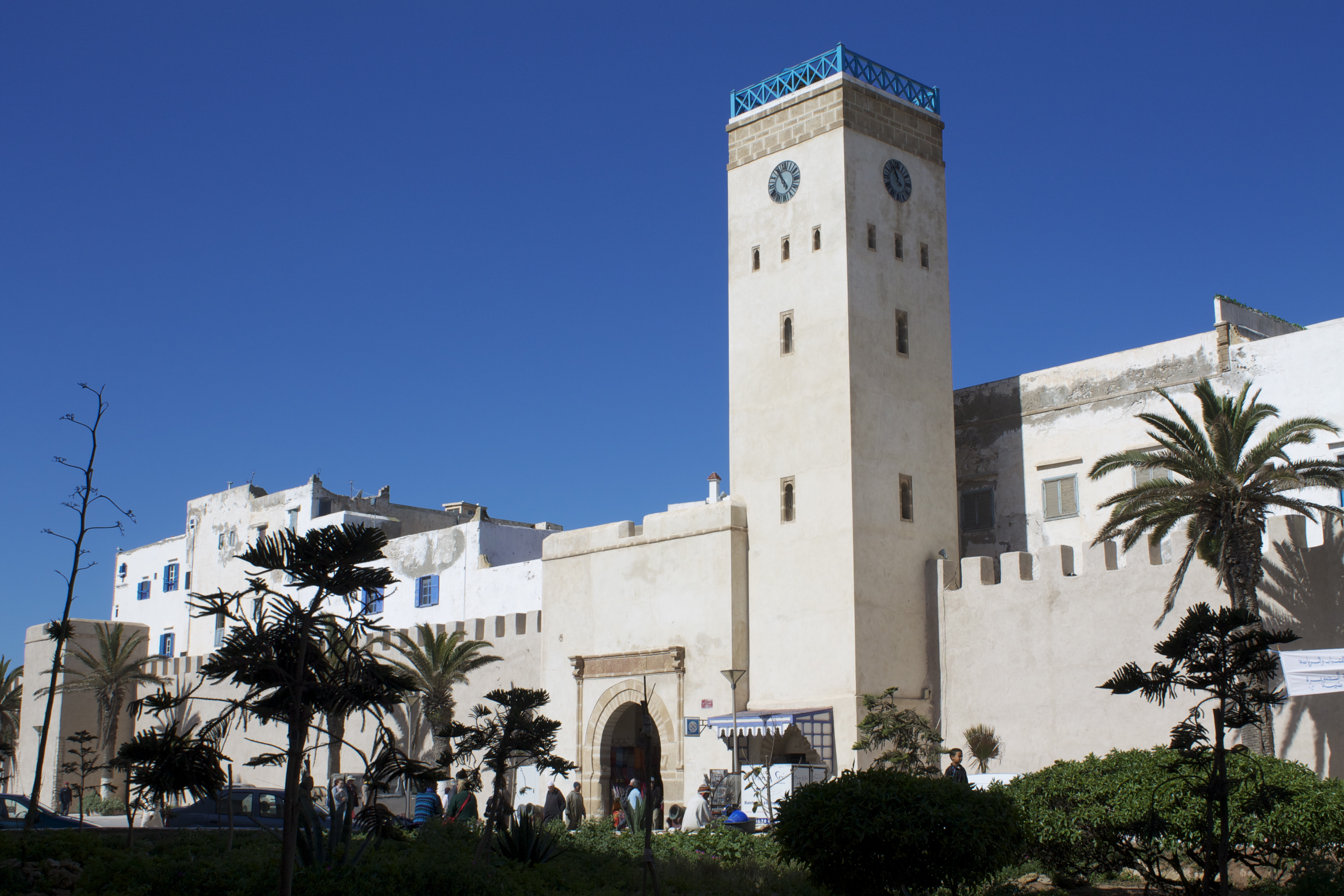
Remparts et Magana, tour de l'horloge d'Essaouira
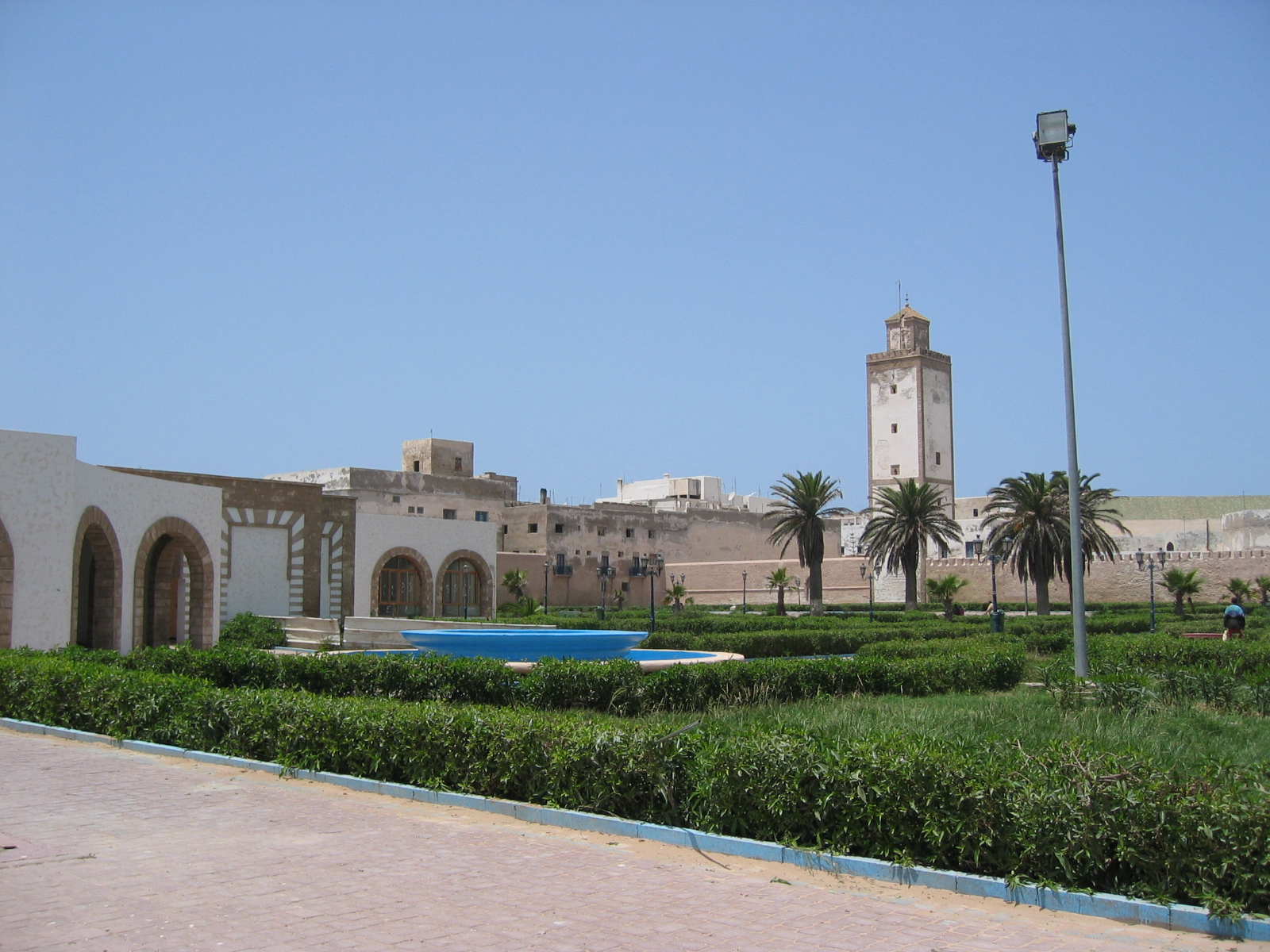
Mosquée Ben Youssef et remparts côté terre
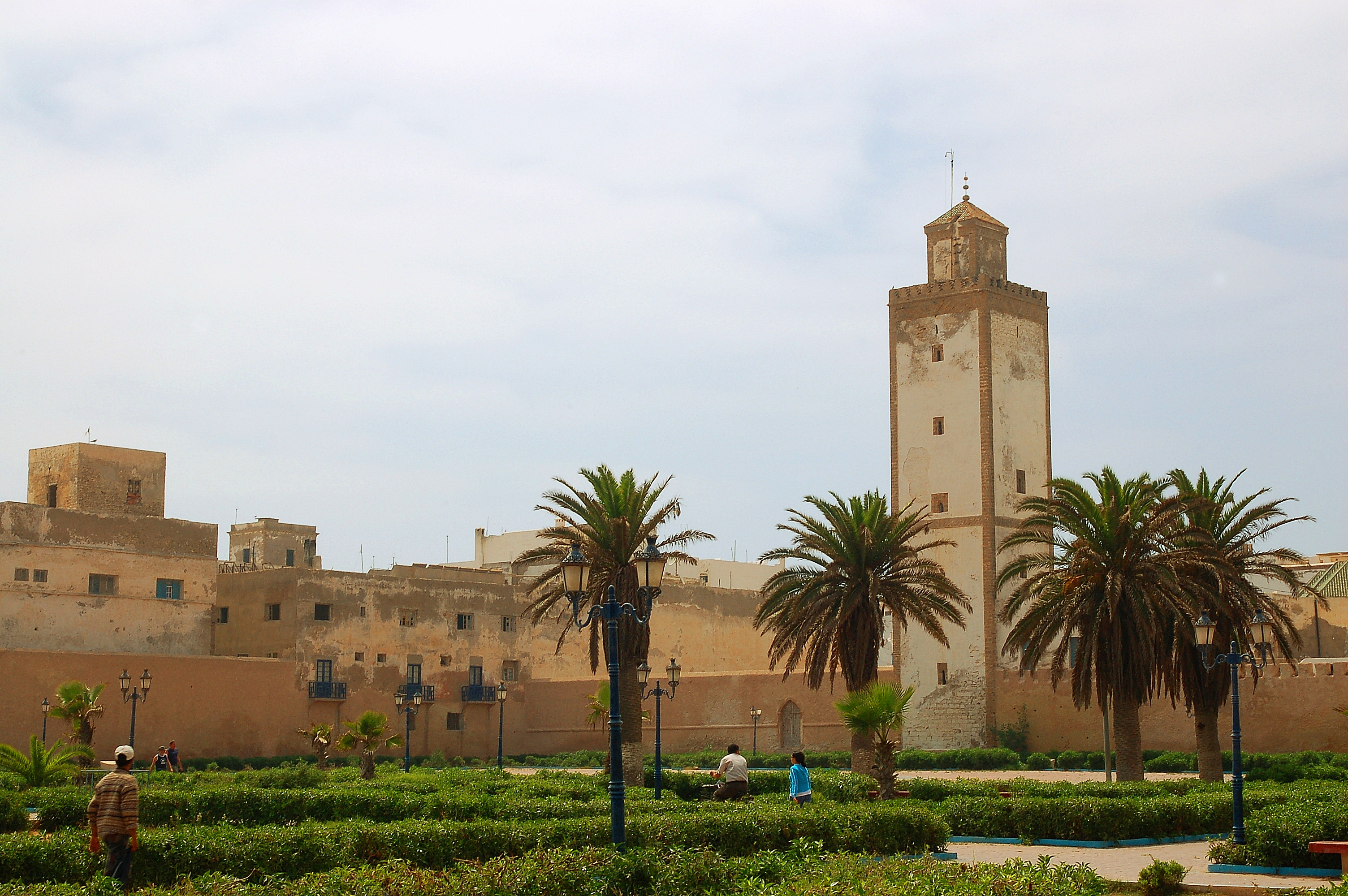
Rempart côté terre et mosquée Ben Youssef
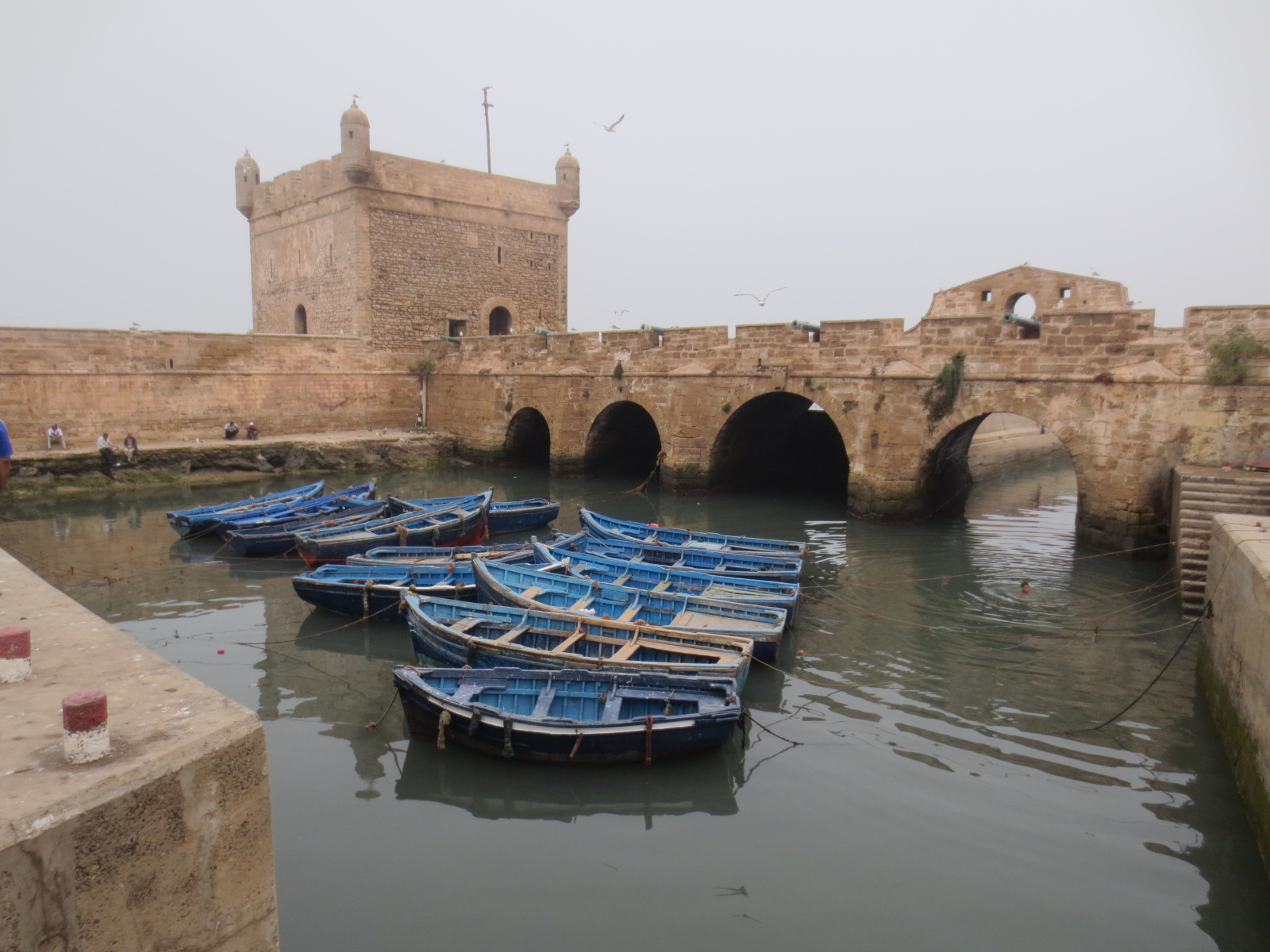
Sqala du Port du port d'Essaouira
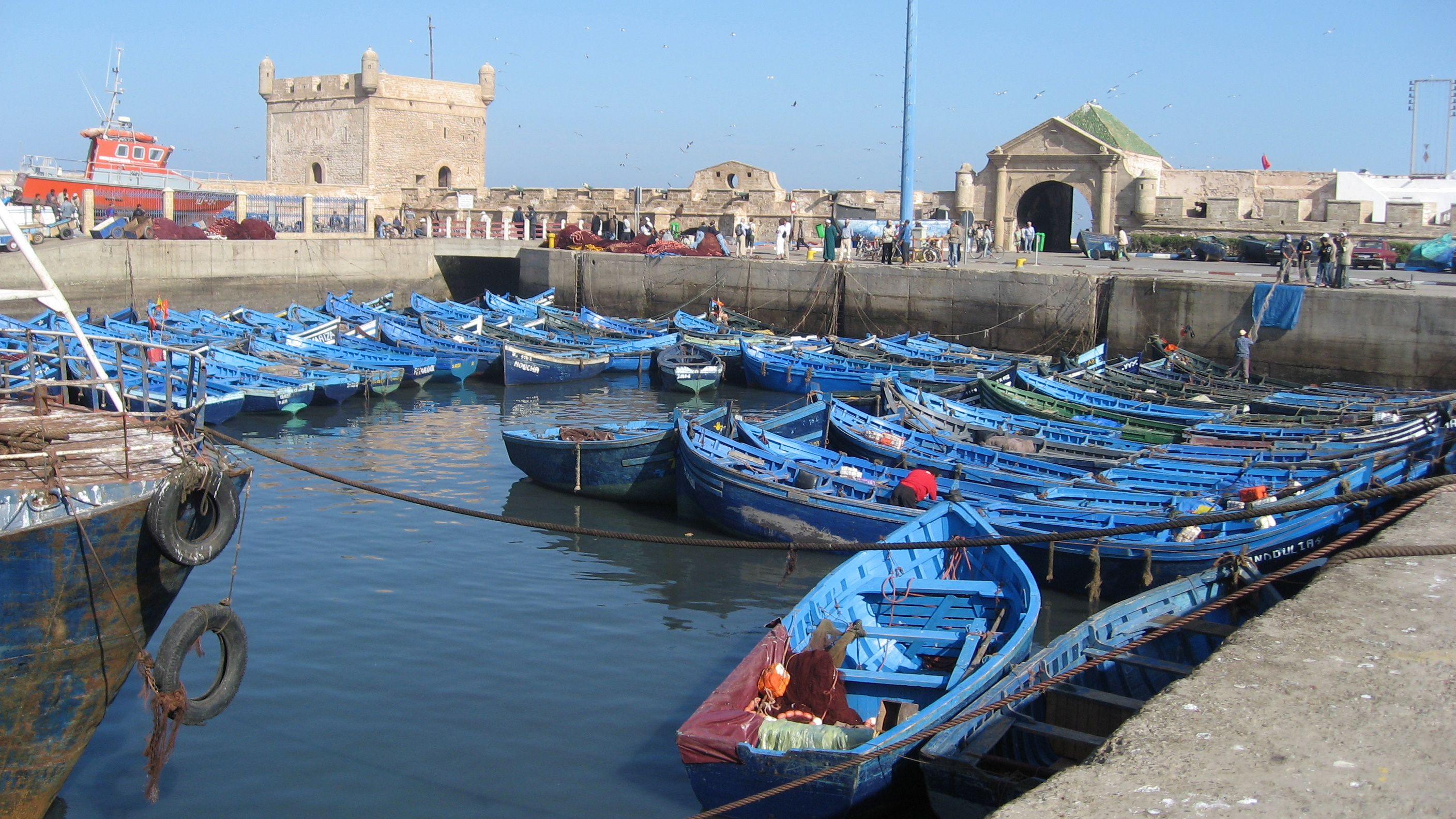
Sqala du Port et porte Bab el-Marsa du port d'Essaouira

Cette puissante cité joue un rôle militaire et commercial international stratégique de premier plan dans l'histoire du Maroc des XVIIIe siècle et XIXe siècle, où elle connait une importante prospérité. Elle est un point d’échange stratégique entre les longues pistes de commerce transsaharien et les grandes routes maritimes d'alors. Elle est considérée comme le port maritime de commerce international de Marrakech (capitale du Maroc de l'époque, « porte du Sahara », à 180 km à l'est), ainsi que « port de Tombouctou » (porte de l'Afrique noire, de l'autre côté du Sahara, avec ses importants commerces par route transsaharienne, entre autres d’or et d’épices...). Cette plate-forme commerciale stratégique internationale relie alors le Maroc, l'Afrique subsaharienne, l'Europe, et le monde d'alors, par le transport maritime de l'océan Atlantique, avec ses nombreuses maisons consulaires, douanes portuaires, maisons de négoce internationales, commissaires priseurs, entrepôts... (économie de l'Afrique). Les nouveaux ports de Casablanca, de Tanger Med, et d'Agadir de la fin du XIXe siècle, remplacent progressivement l'activité de transport maritime international du port d'Essaouira, à cause de ses eaux pas assez profondes pour les grands navires. 

Quelques rues piétonnes et commerces de la Médina
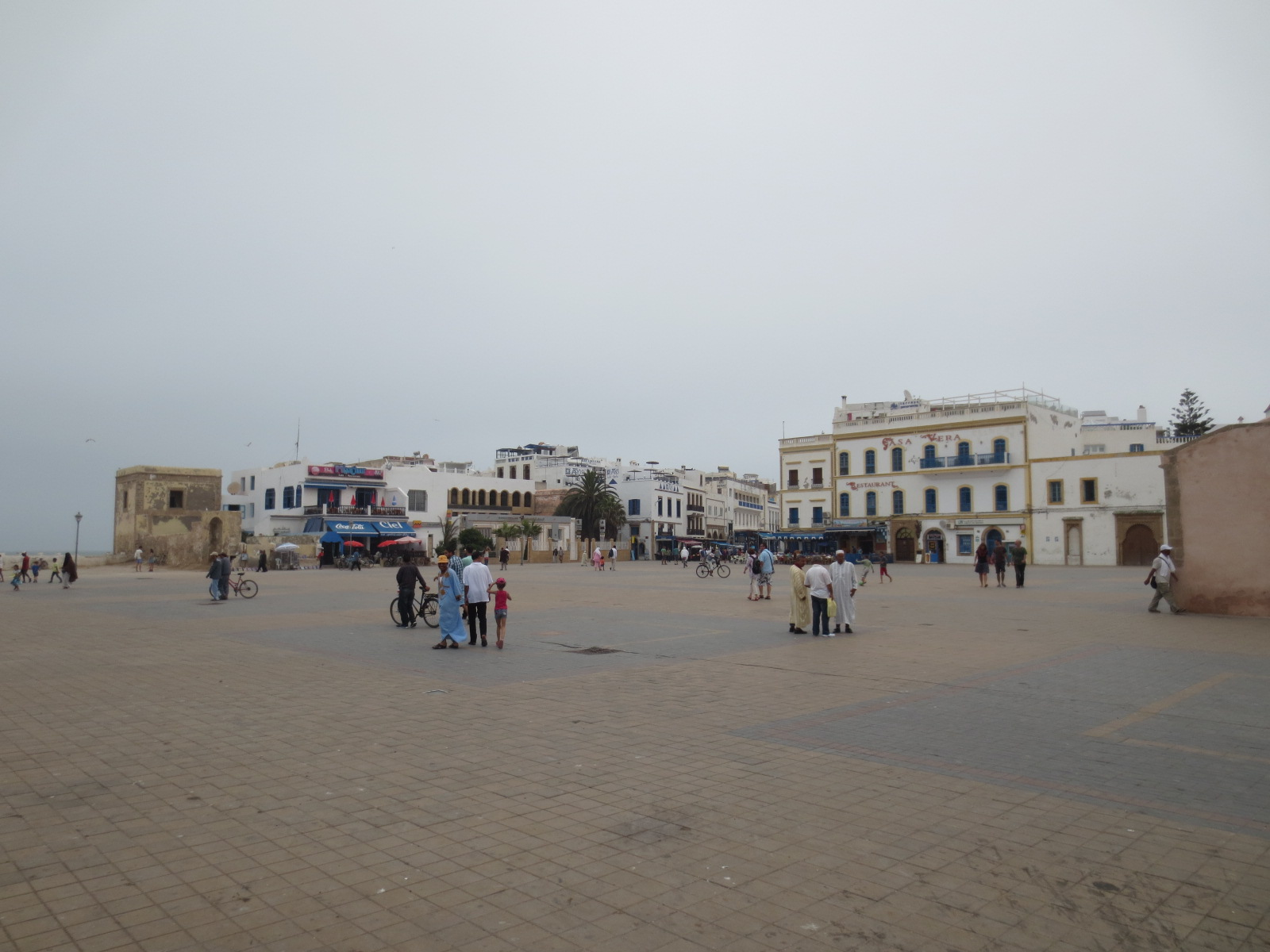
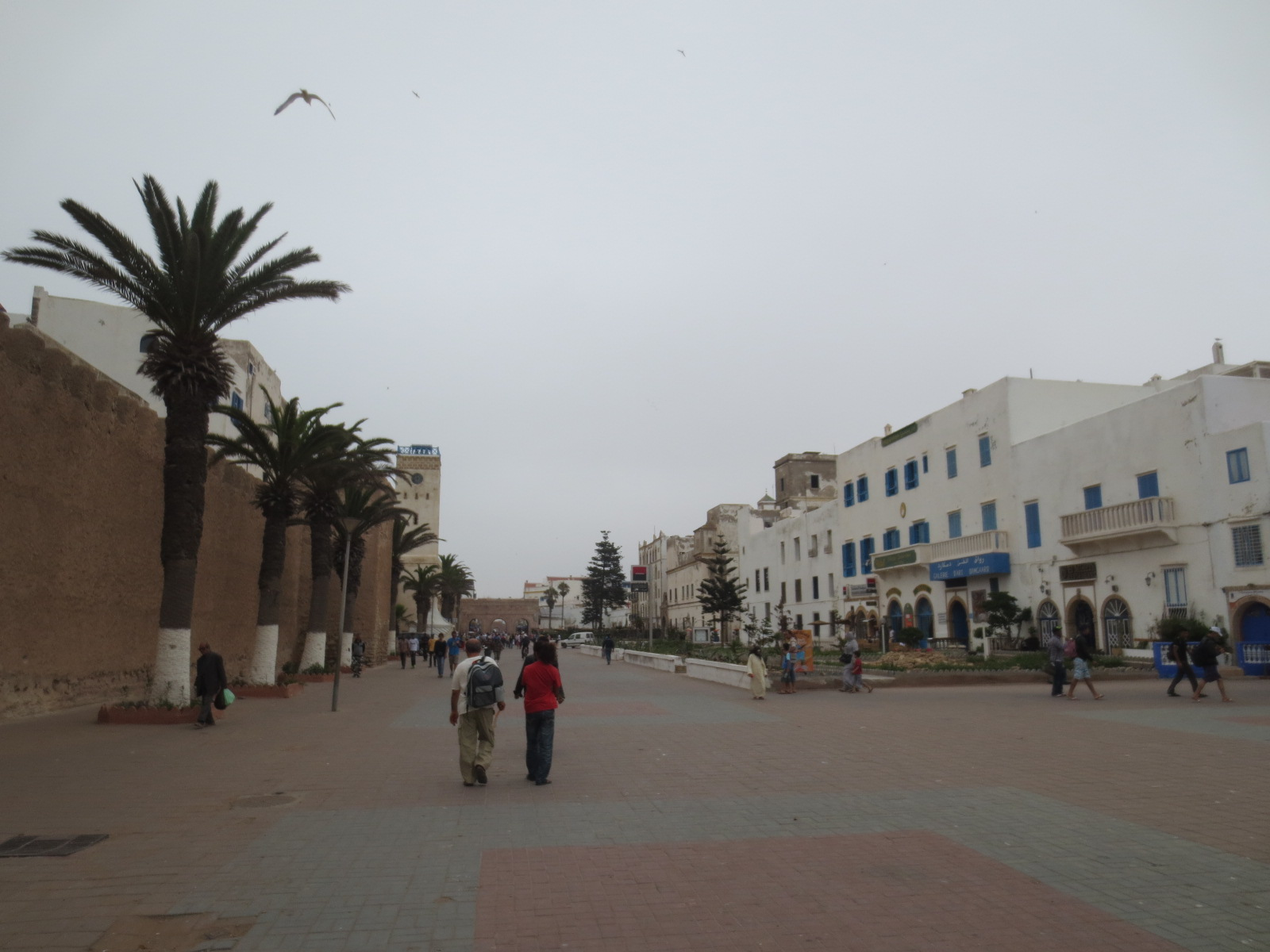
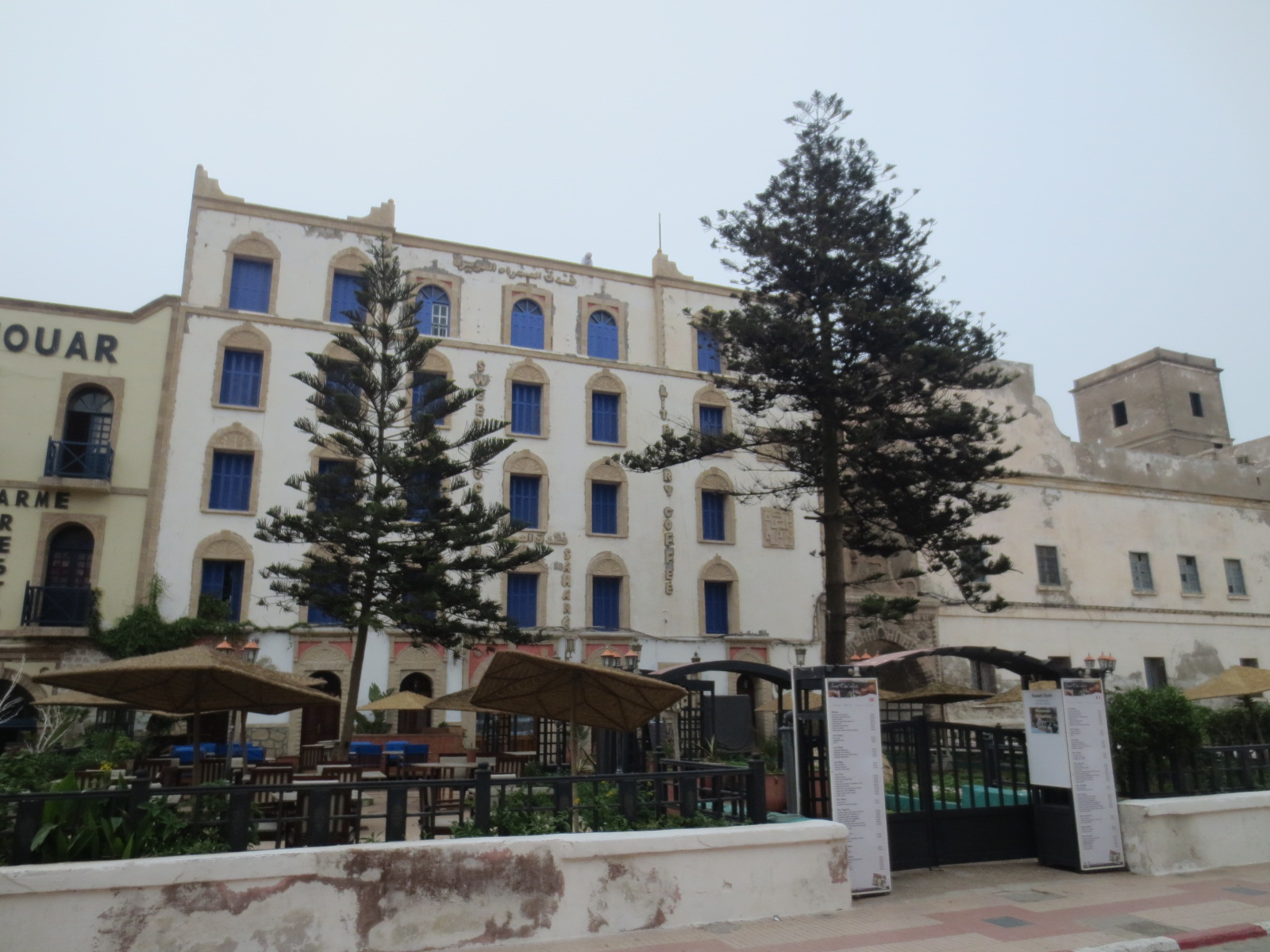
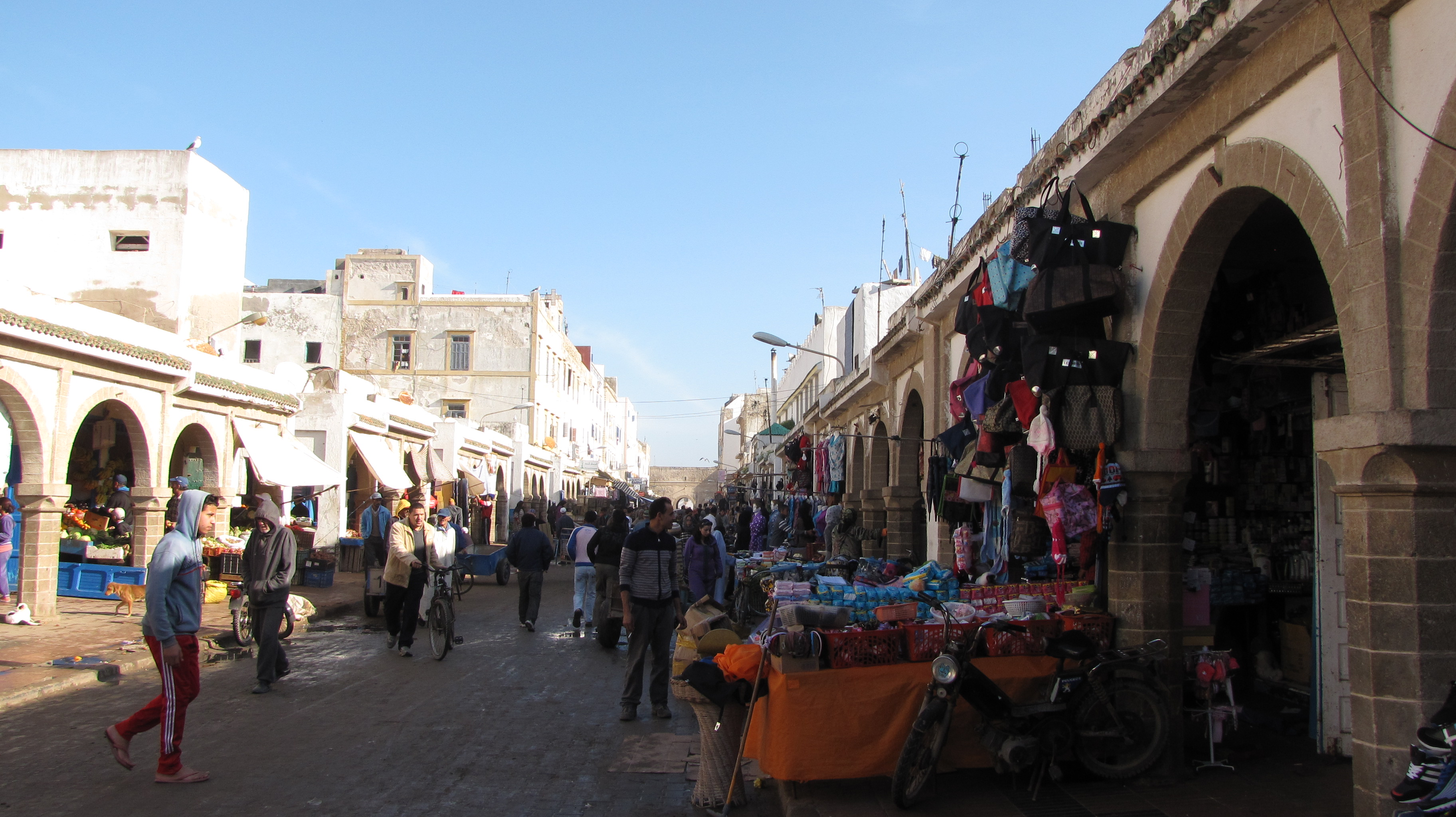
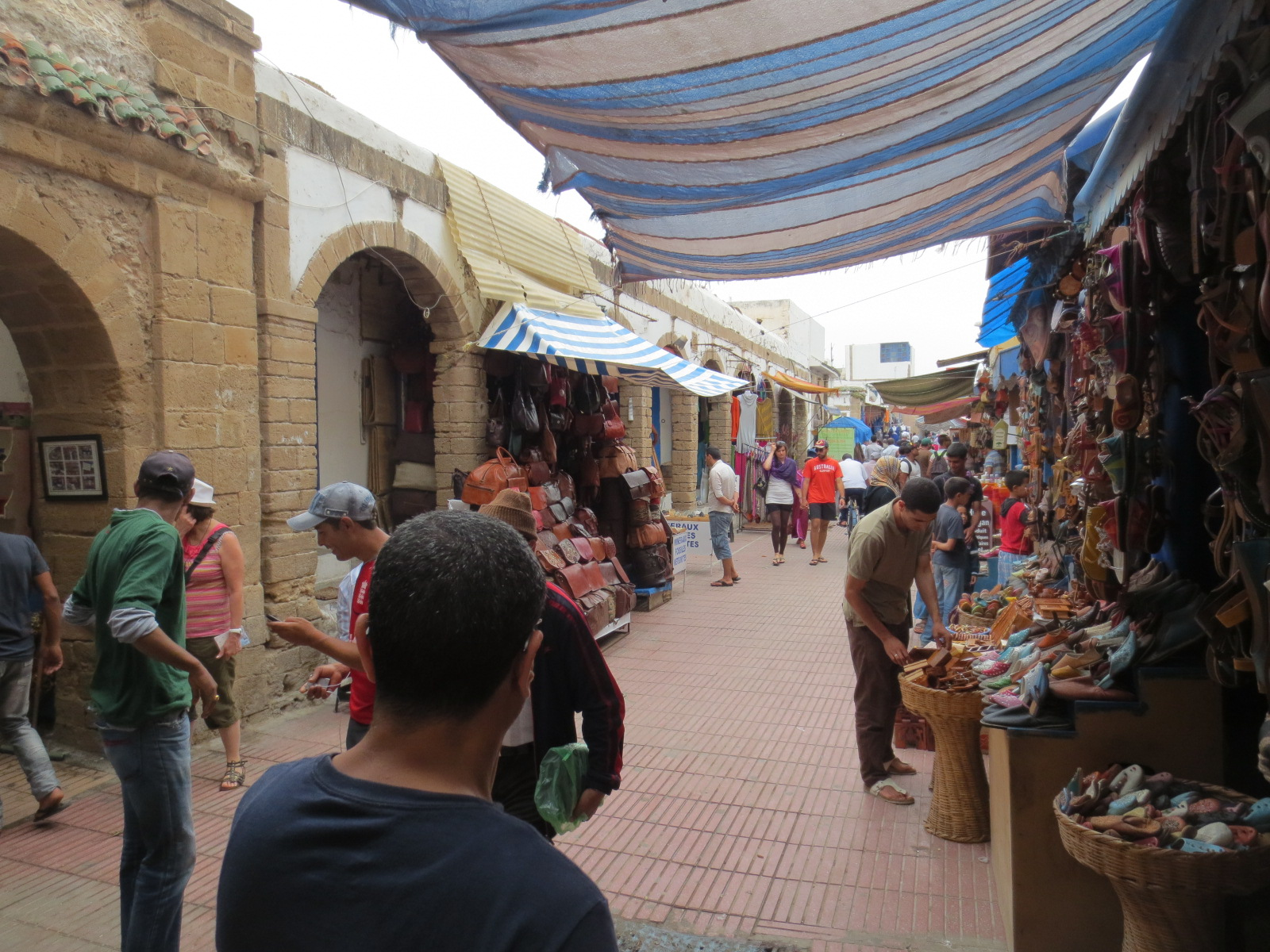
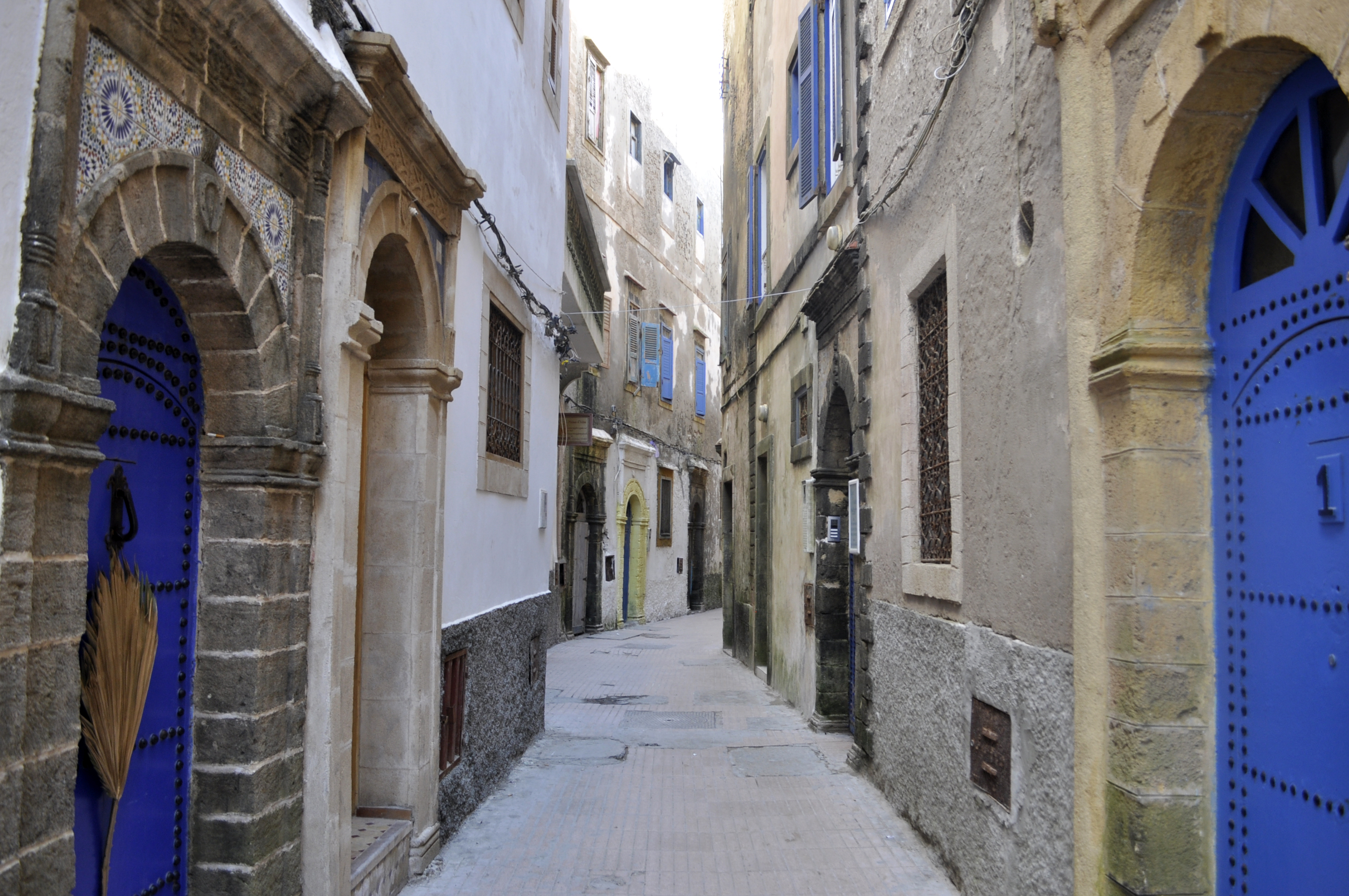
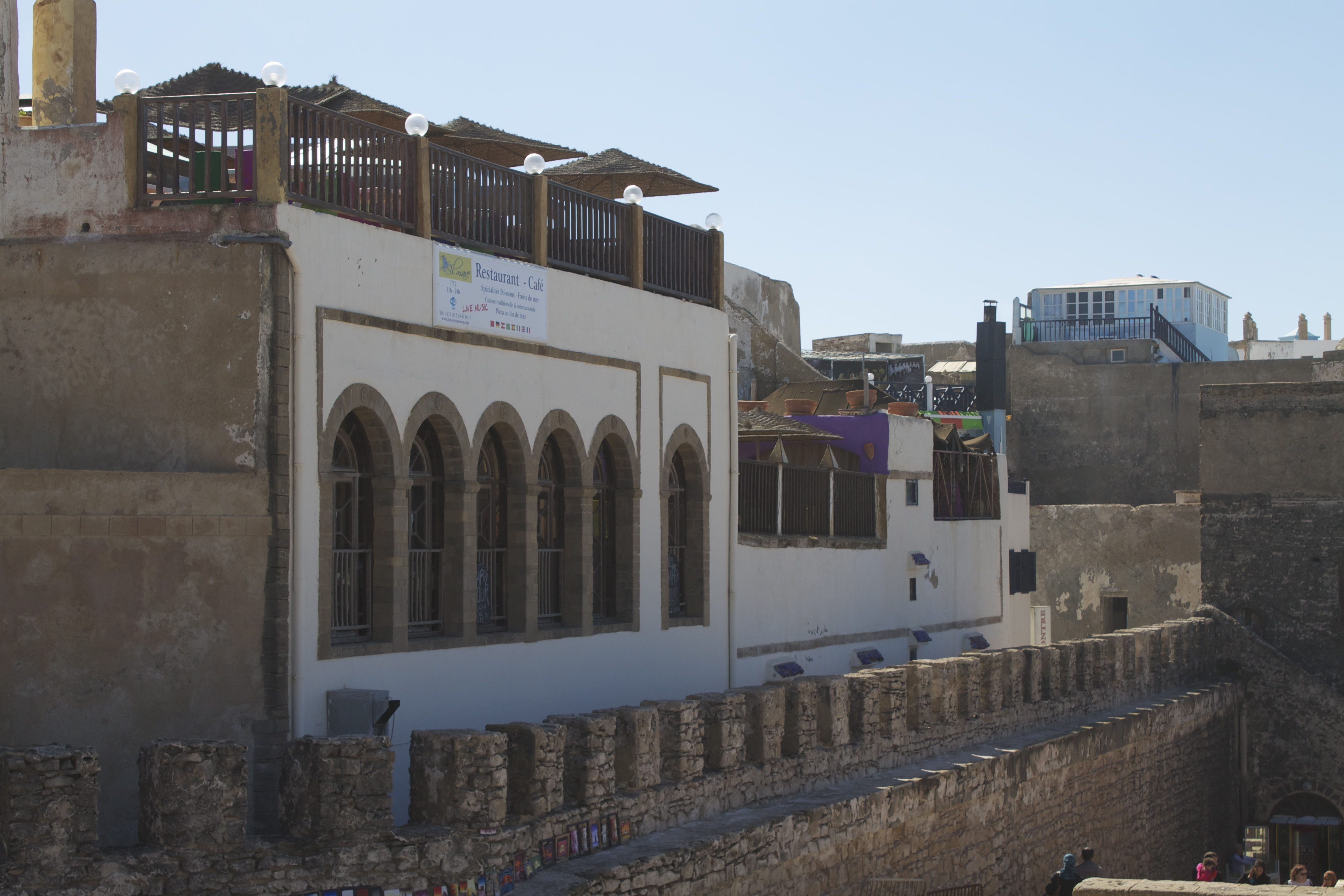
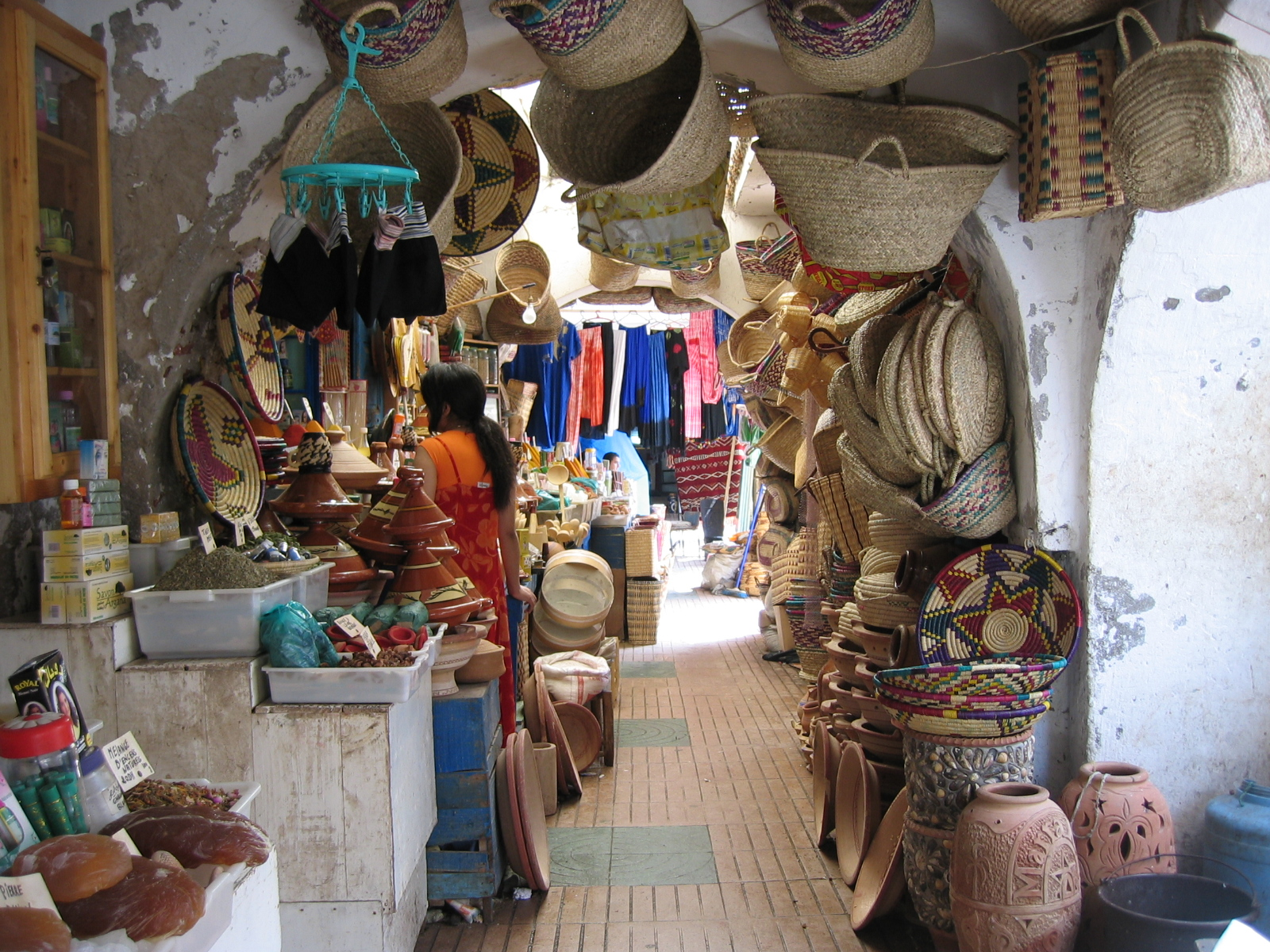
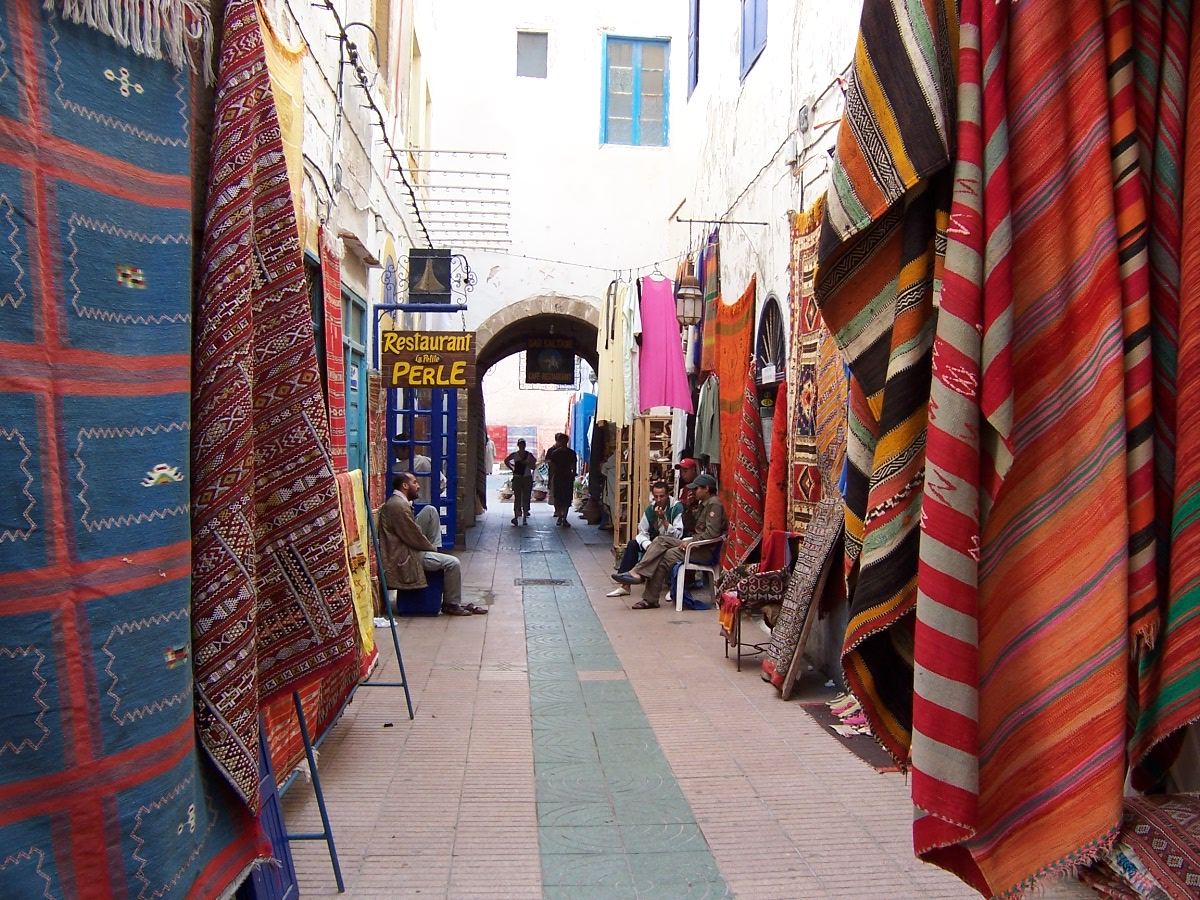
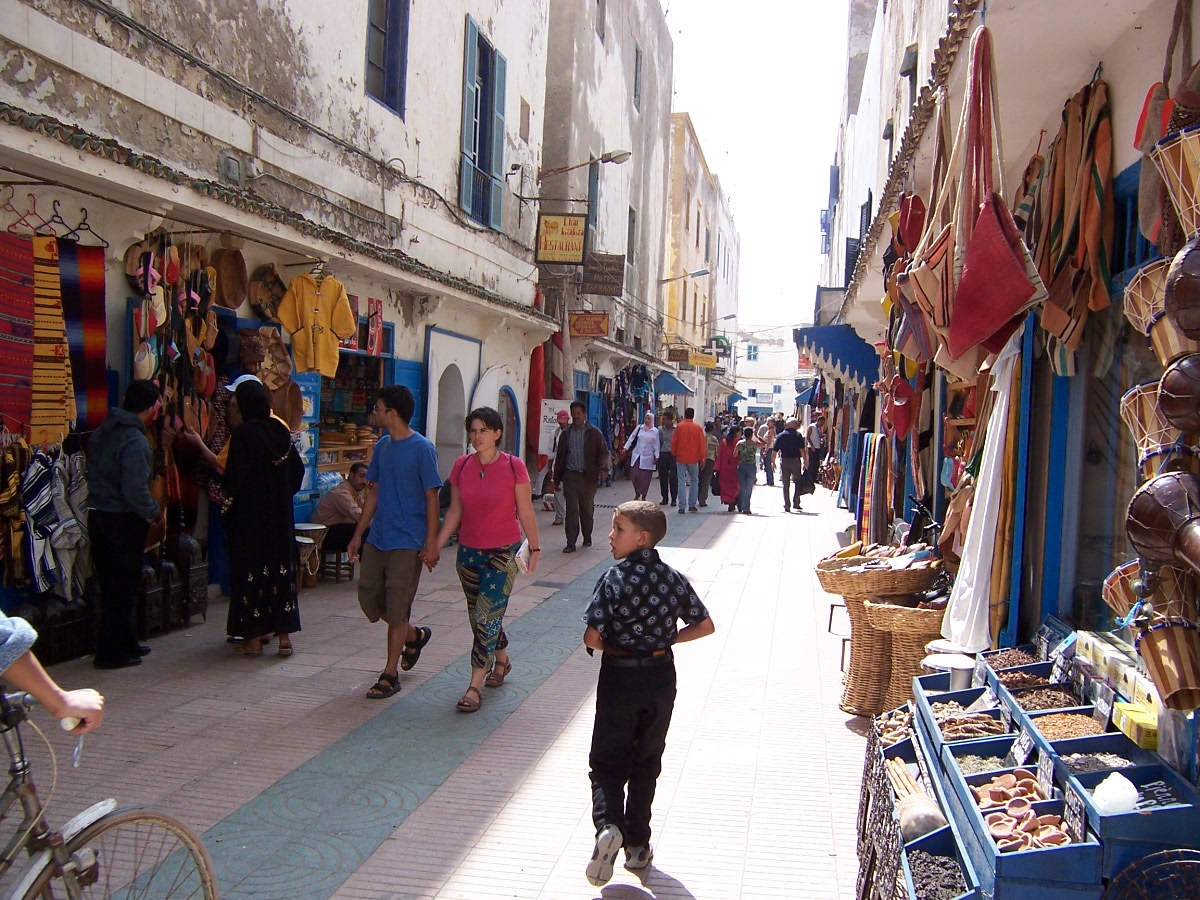
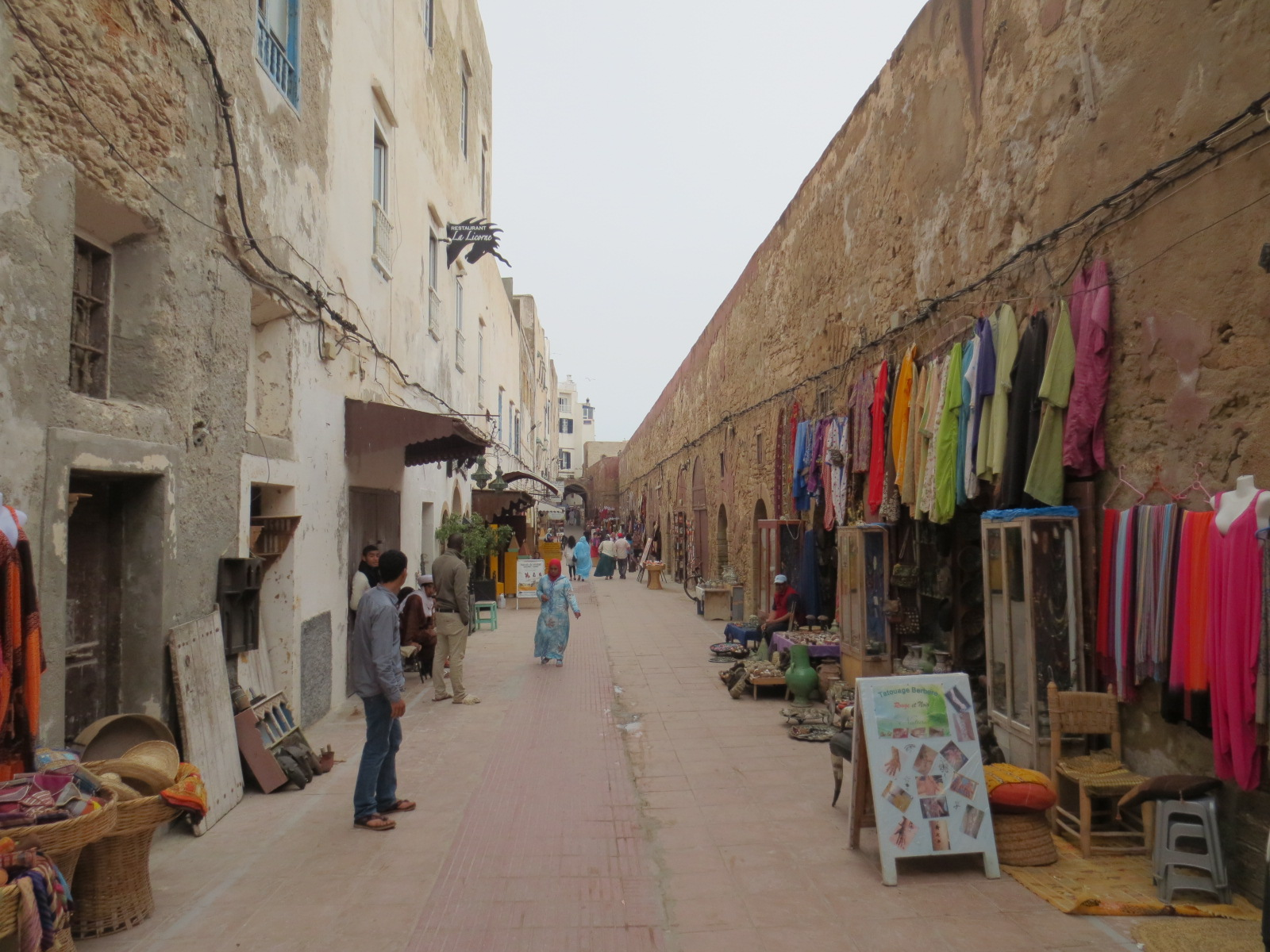

À ce jour cette cité multiculturelle d'environ 70 000 habitants, est un important port de pêche marocain et un des hauts lieux du tourisme au Maroc, avec son héritage architectural historique traditionnel préservé, dans un lieu géologique pittoresque de bord d'océan Atlantique, avec ses marchés de poisson, d'épices, de céréales et d'alimentation générale, ses nombreux restaurants de spécialités de poissons grillés à l'huile d'olive de la cuisine marocaine, ses chambres d’hôte, et Riads touristiques, souks, commerces traditionnels, artisanat d'art, artisanat du bois (meubles, objets, art), ses monuments, musées, rues et ruelles piétonnes, vastes plages, où le bleu océan règne en maître : bleu du ciel, de la mer, des barques, chalutiers, et sardiniers, des volets, et des portes... Surnommé « le Saint-Malo marocain », Essaouira est  aujourd'hui jumelée aux villes françaises de Saint-Malo et de La Rochelle, ainsi qu’à la ville d’Etterbeek en Belgique.

Quelques commerces et artisanats
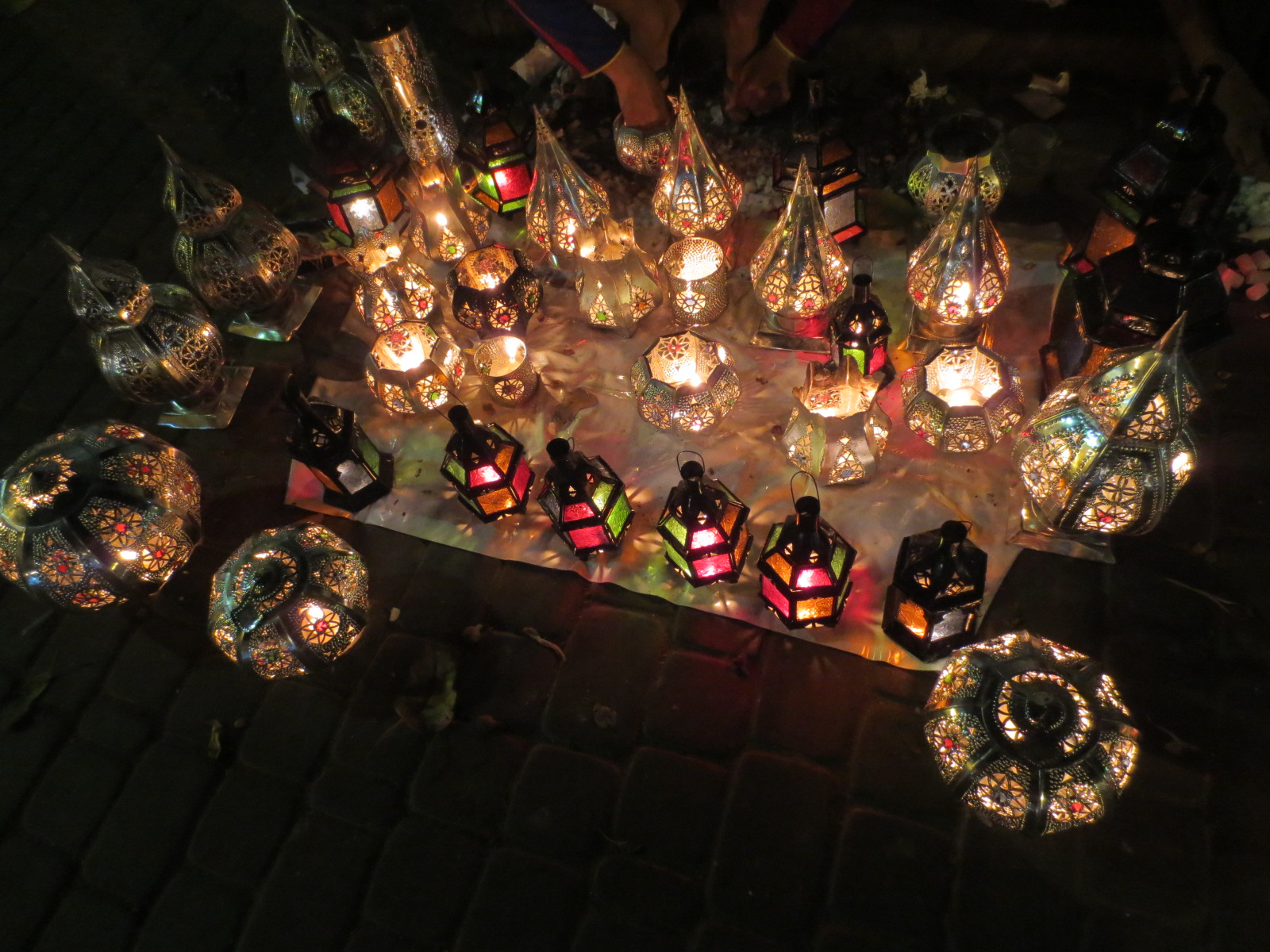
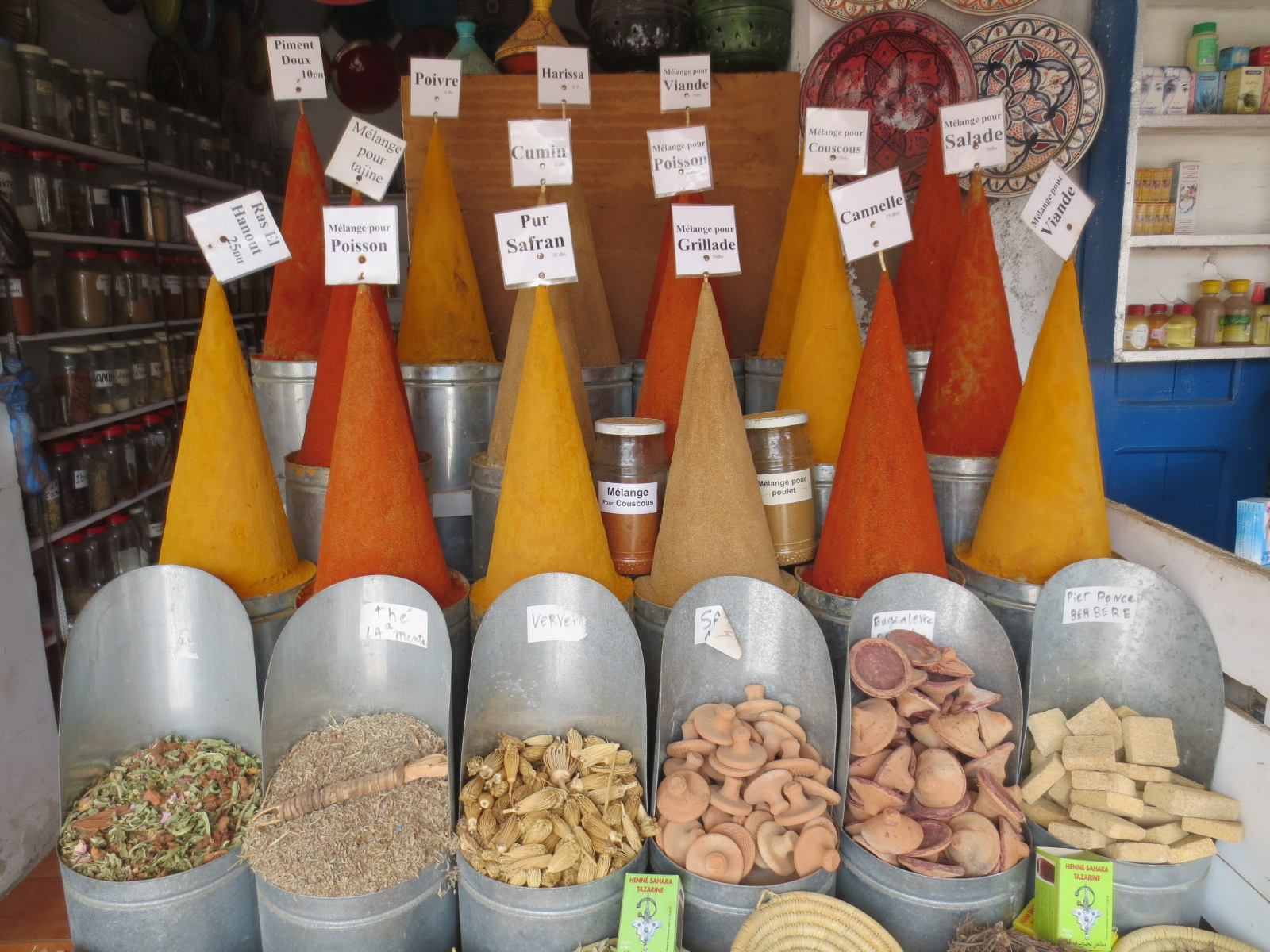
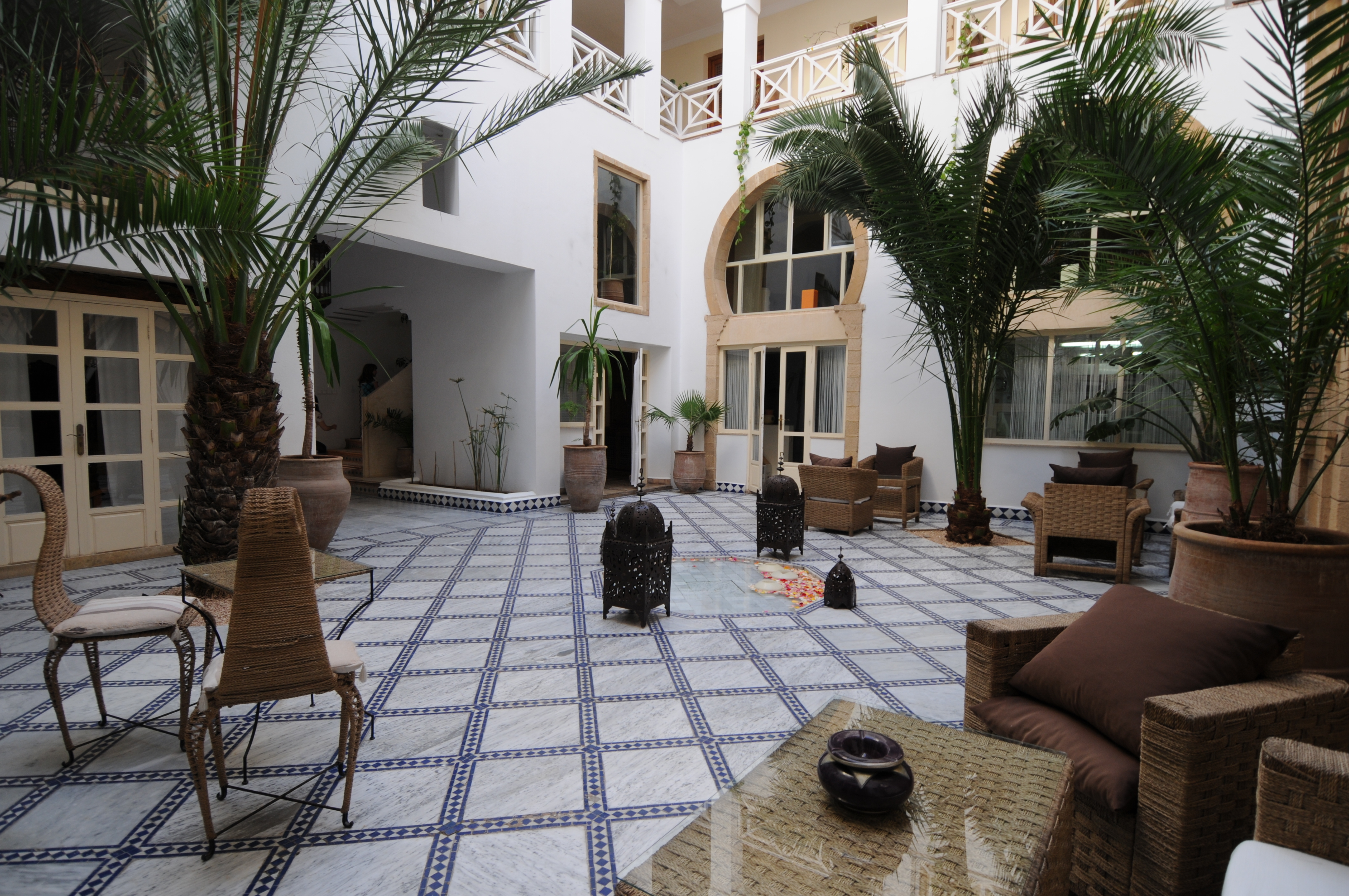
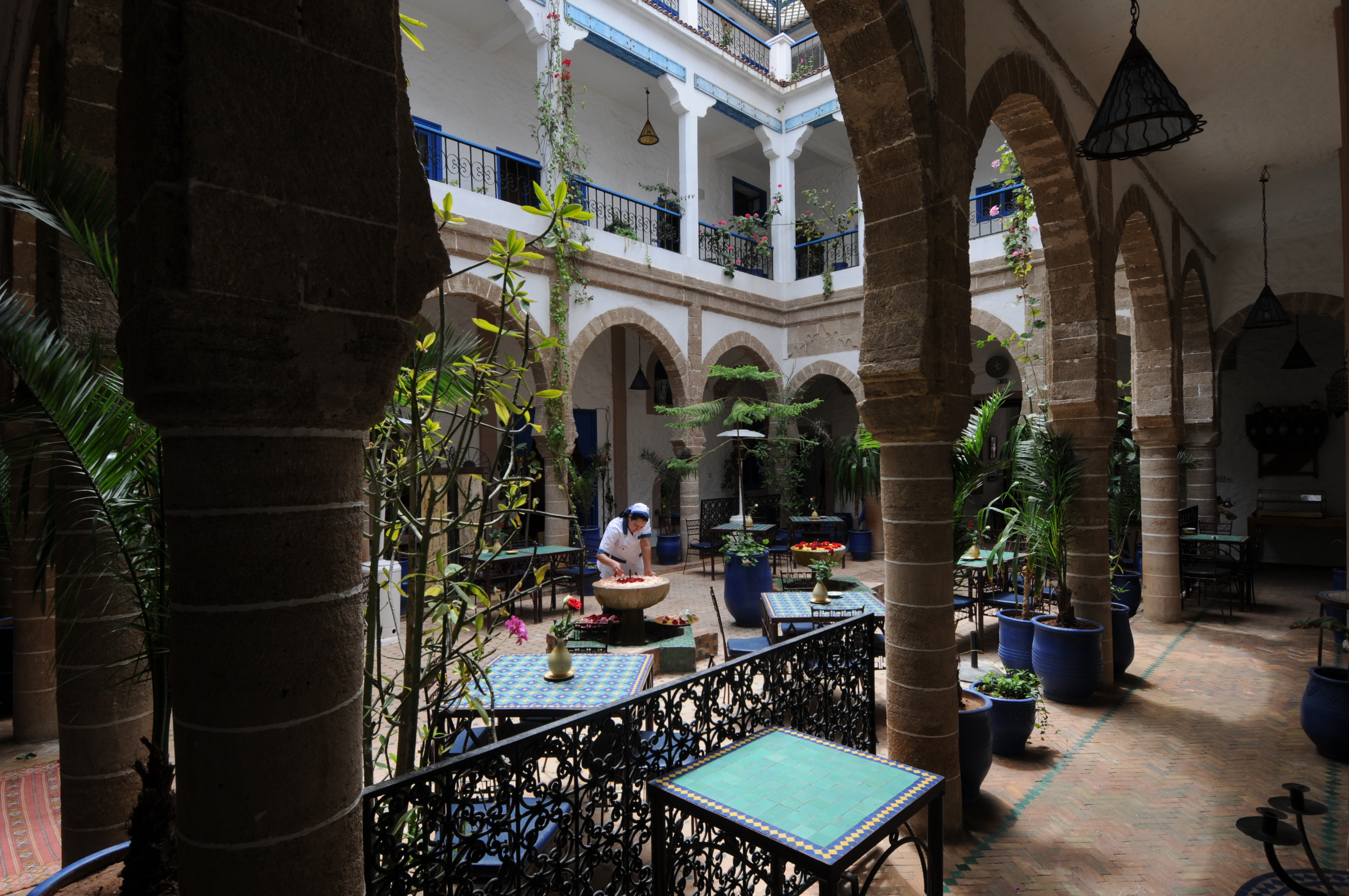
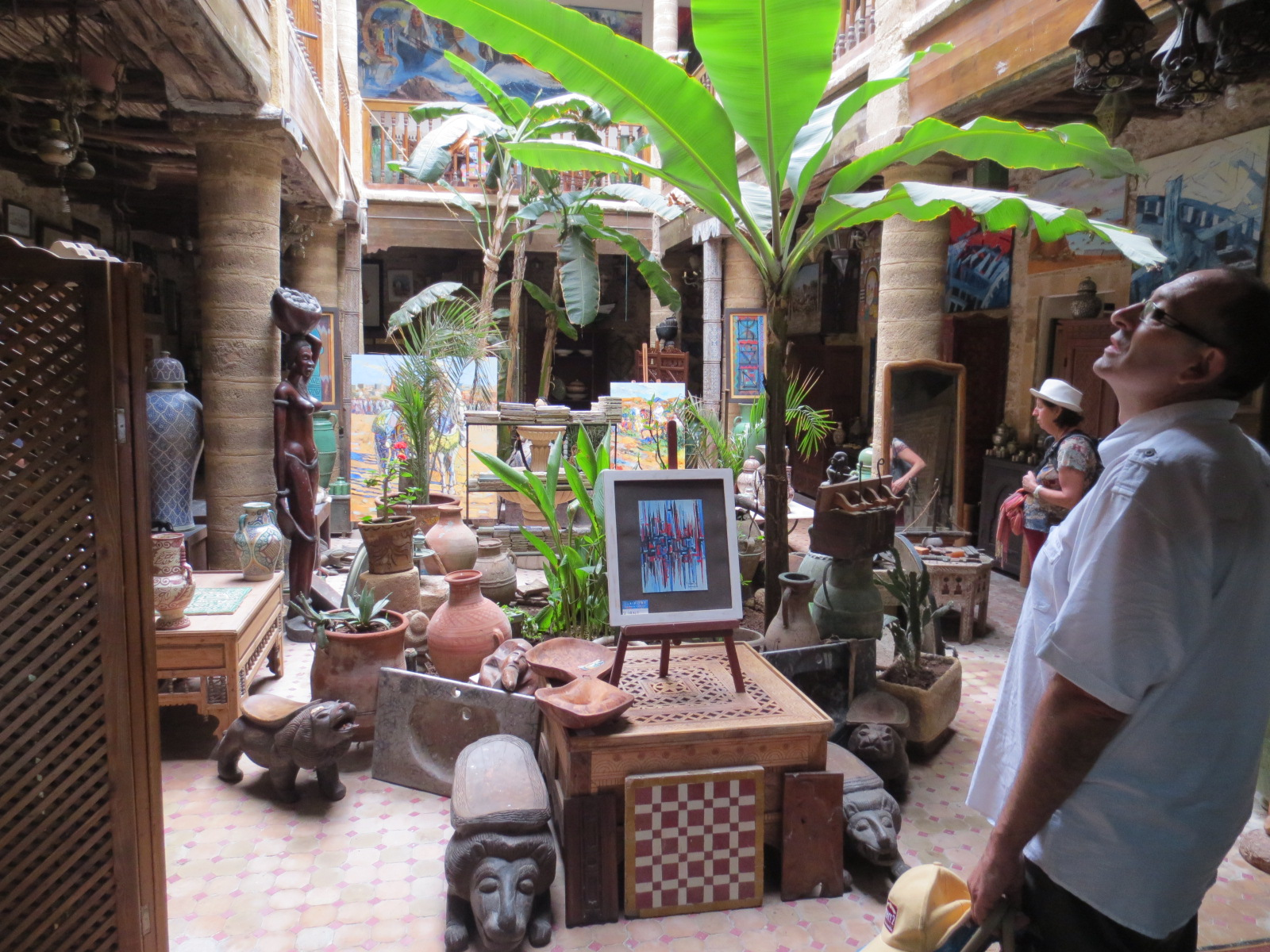
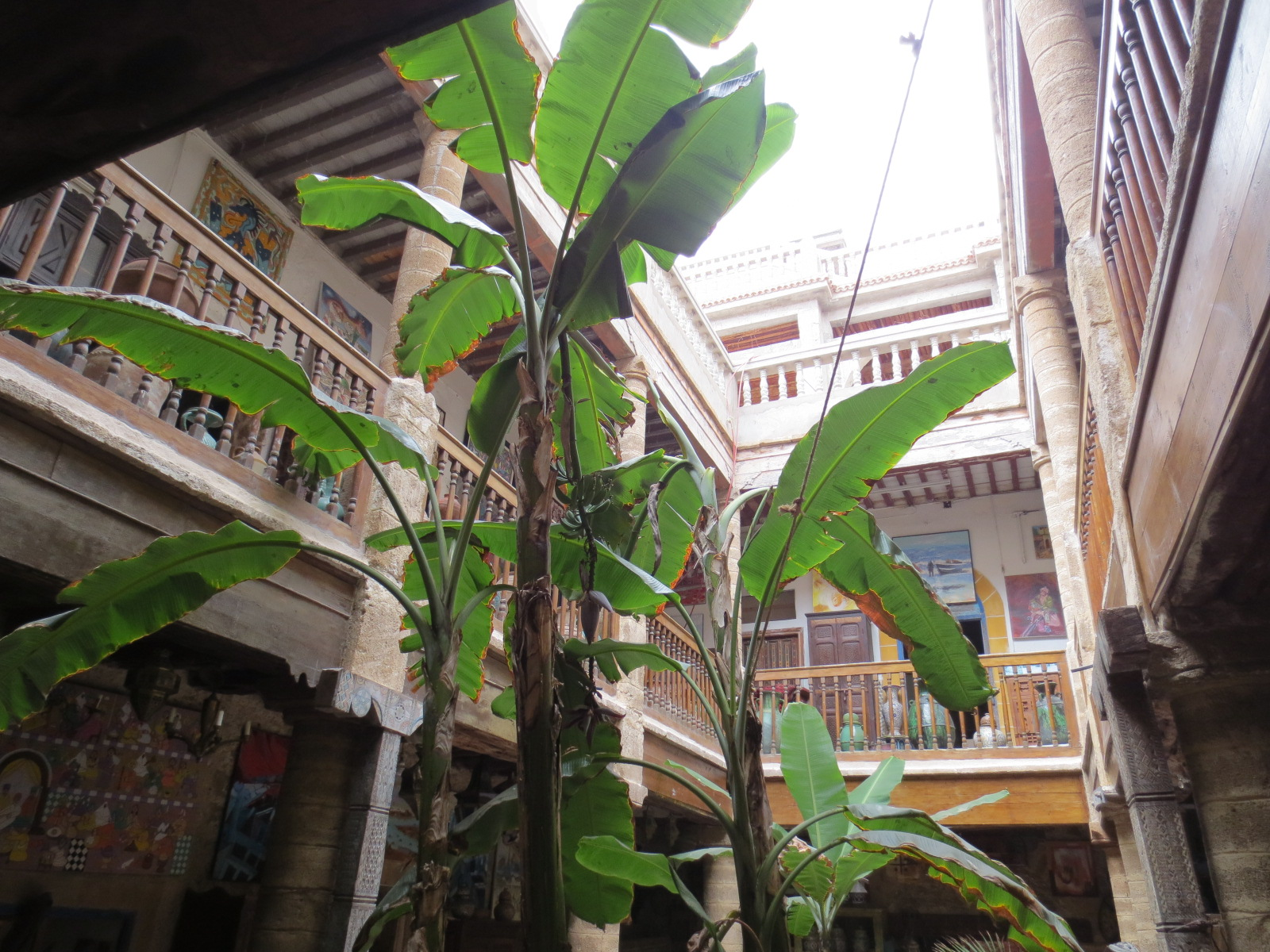
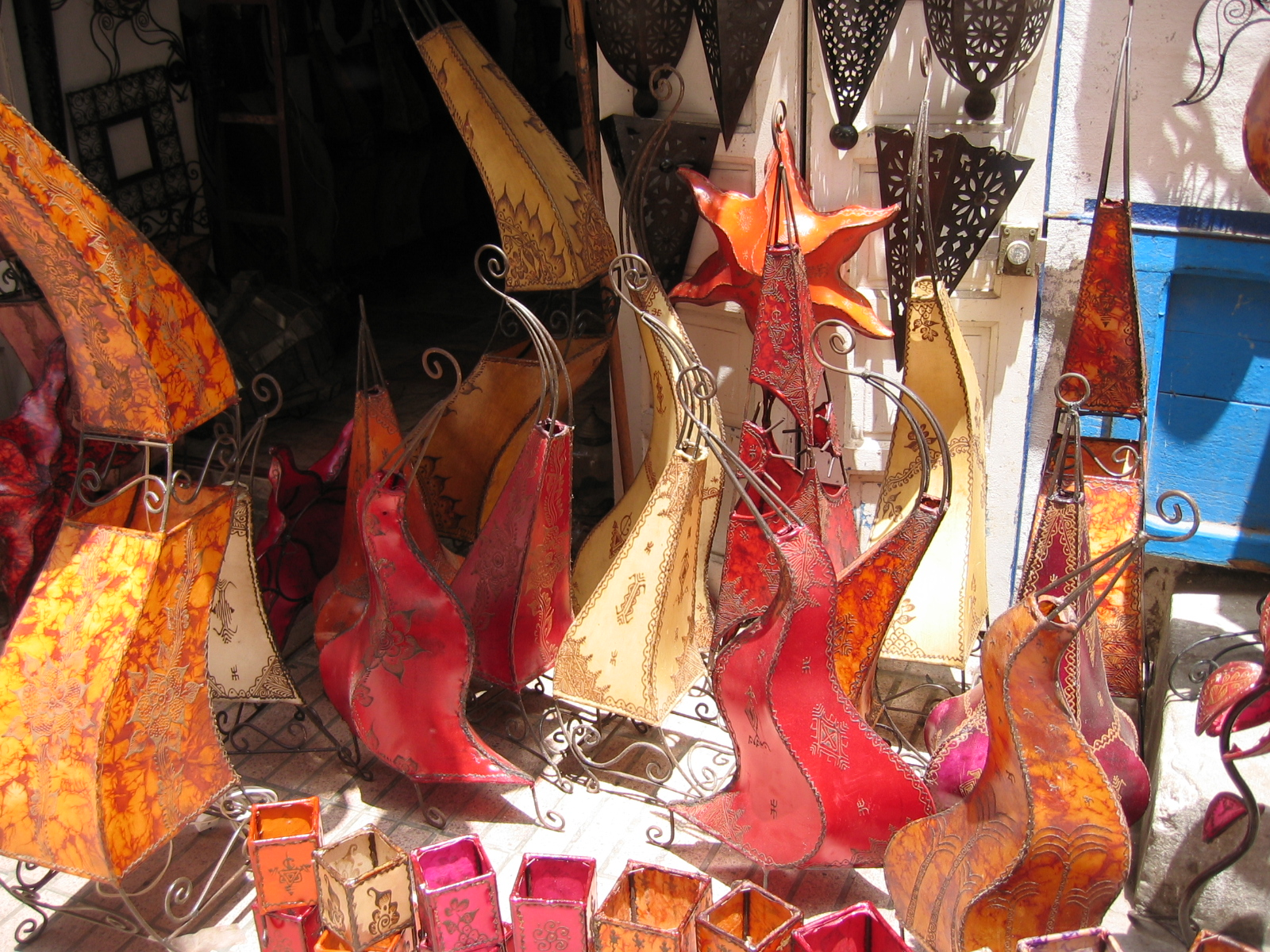
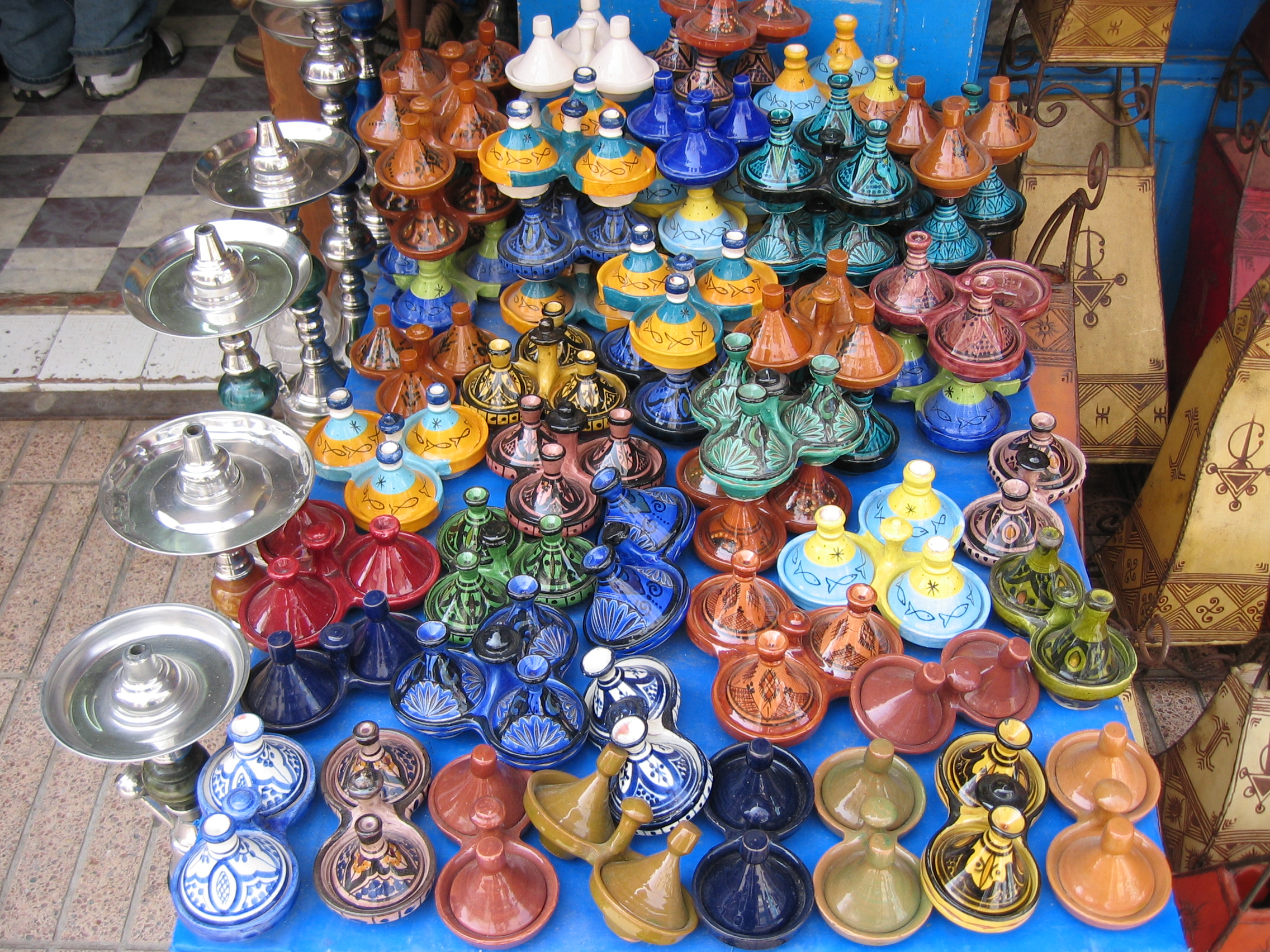
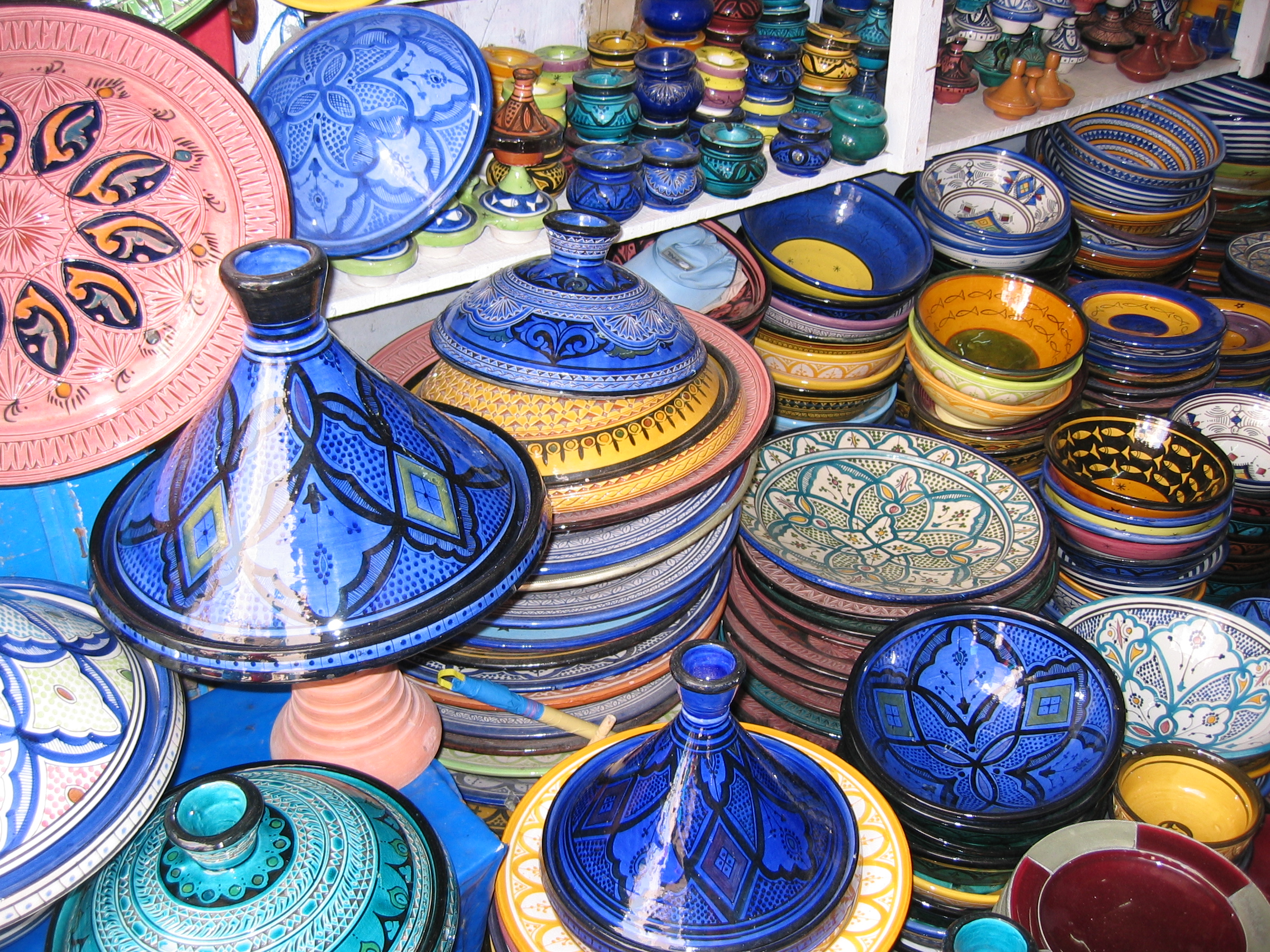
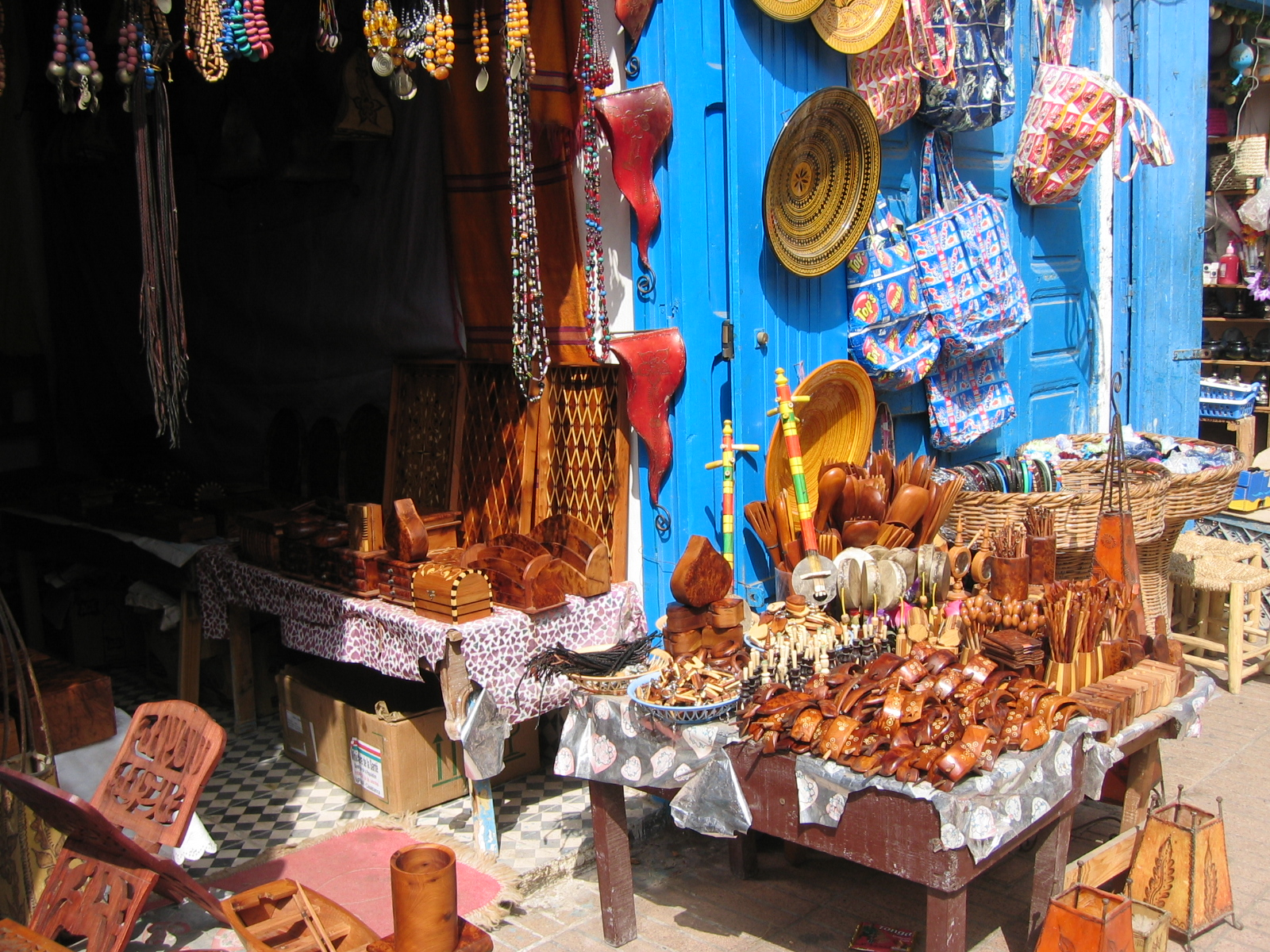
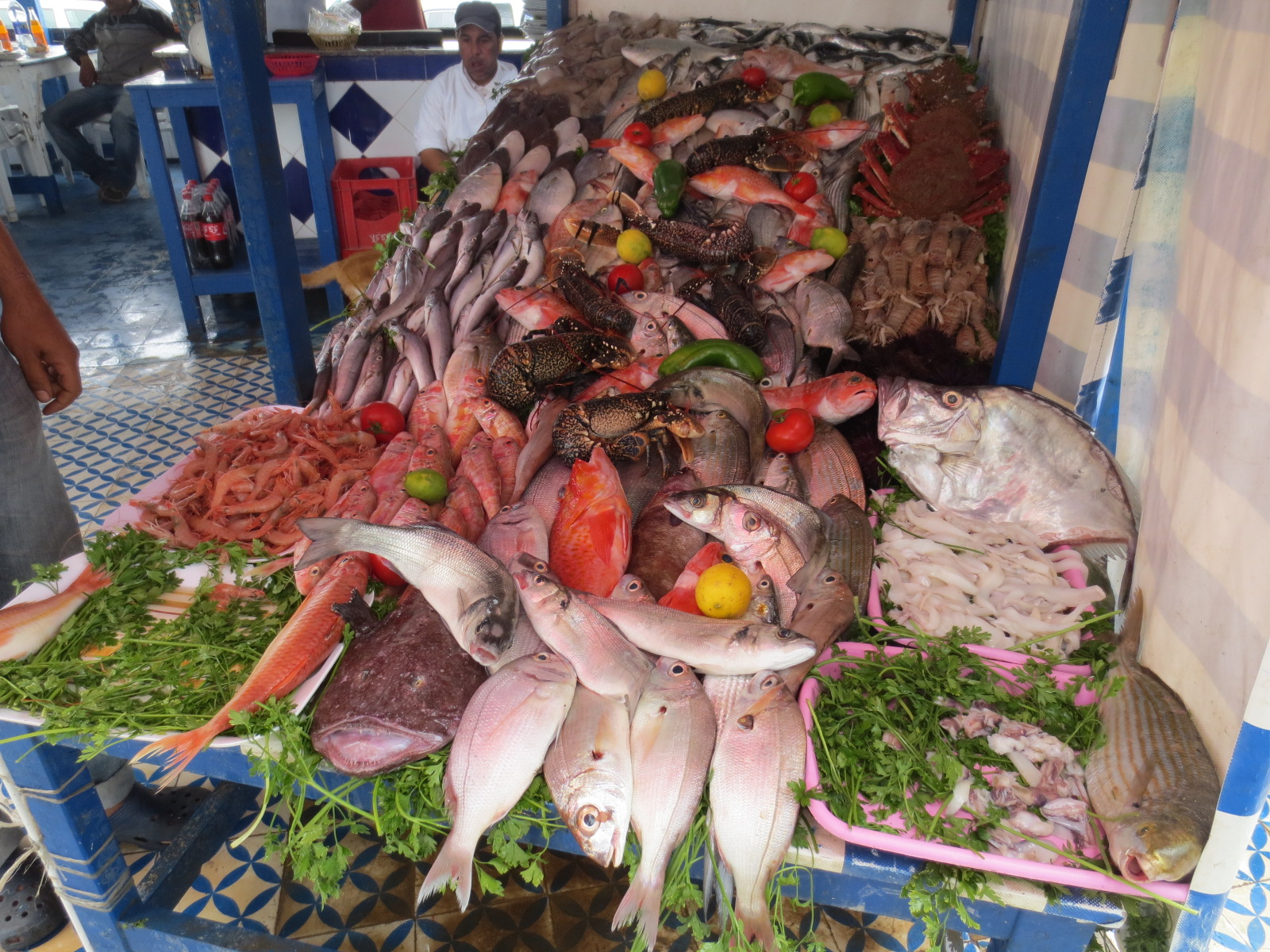
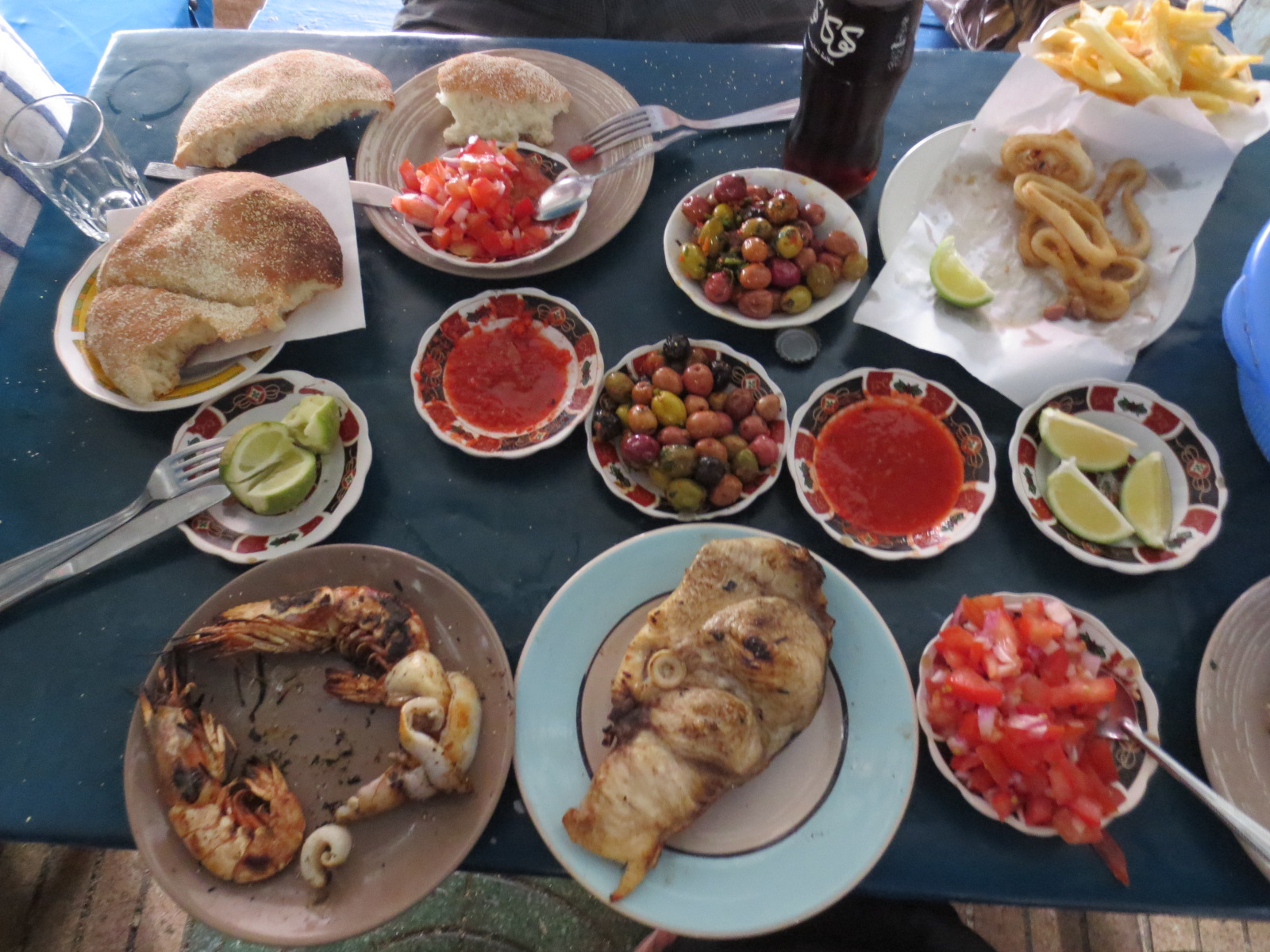

## Architecture

### Quartiers
- plusieurs quartiers dessinés en damier, dont la Kasbah d'Essaouira (le plus ancien)

### Monument religieux
- Mosquée Ben Youssef (XVIIIe siècle)

### Enceinte fortifiée
- remparts côté terre, de style marocain alaouite
- bastions et portes : Borj el-Oued, Bab el-Marsa, Bab el-Mechouar, Bab el-Menzeh, Bab Doukkala, Bab Marrakech, Bab el-Sebâa...
- remparts de plus de 200 m de long, côté atlantique, de style Vauban, avec des plates-formes d'artillerie Sqala de la Kasbah, et Sqala du Port, avec échauguettes, et batterie d'une vingtaine de vieux canons espagnols historiques en bronze du XVIIIe siècle...